# Ракета «повітря — поверхня»

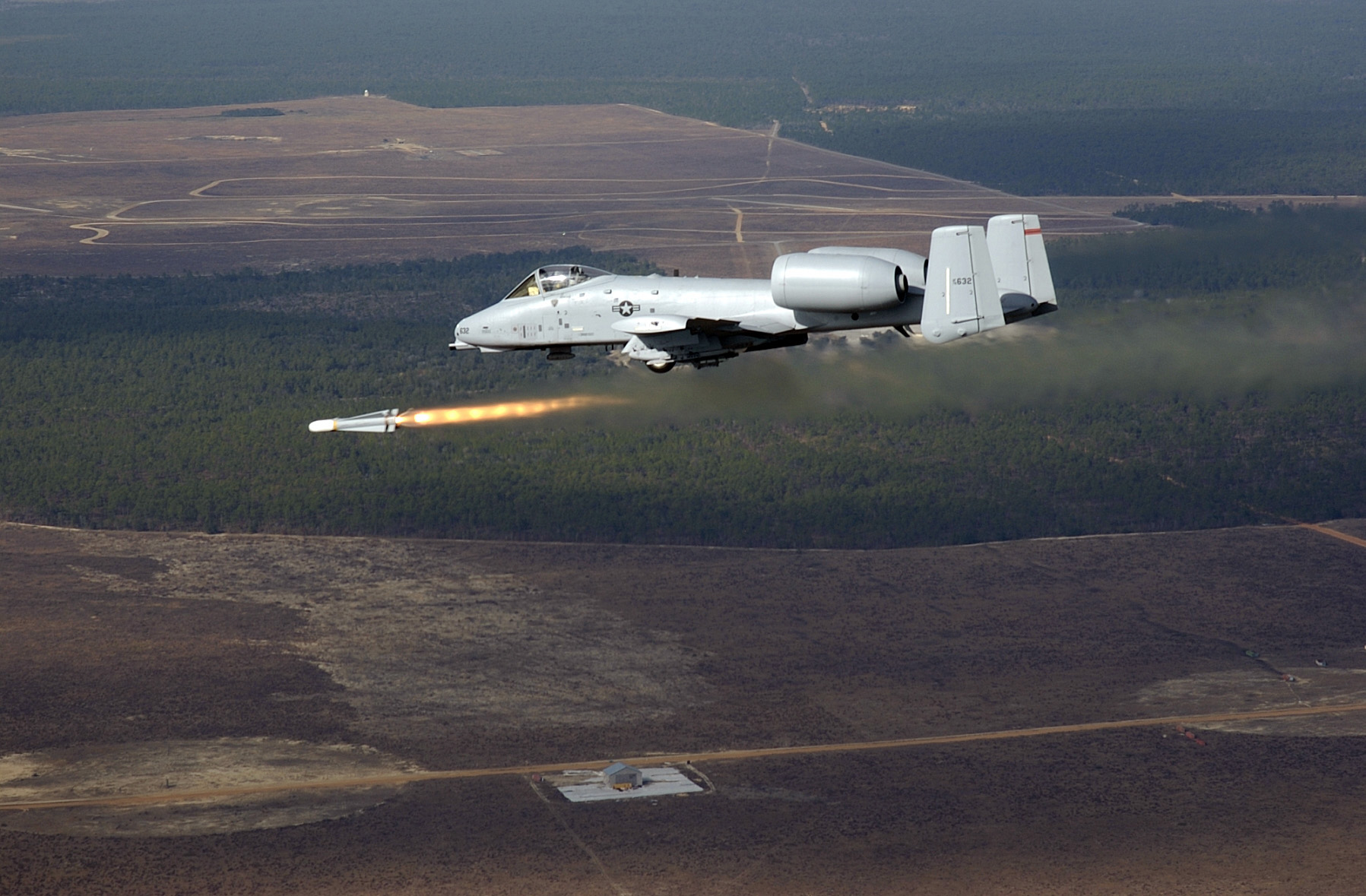
Пуск ракети «повітря — поверхня» AGM-65 Maverick штурмовиком A-10 104-го винищувального крила на полігоні авіабази Еглін. 13 січня 2004

Ракета «повітря — поверхня» («повітря — земля») — керована авіаційна ракета, призначена для знищення цілей на поверхні землі, води, а також заглиблених об'єктів. Є частиною авіаційного комплексу ракетної зброї. В англомовній літературі ракети «повітря — поверхня» позначаються ASM (англ. air-surface missile) або AGM (англ. air-ground missile), у франкомовній — AS (фр. air-sol).
Ракети «повітря — поверхня» розрізняють за призначенням, дальністю, характером польоту, системами наведення, руховими установкам та іншими параметрами.
Некеровані авіаційні ракети «повітря — поверхня» описані окремо в статті НАР.

## Історична довідка

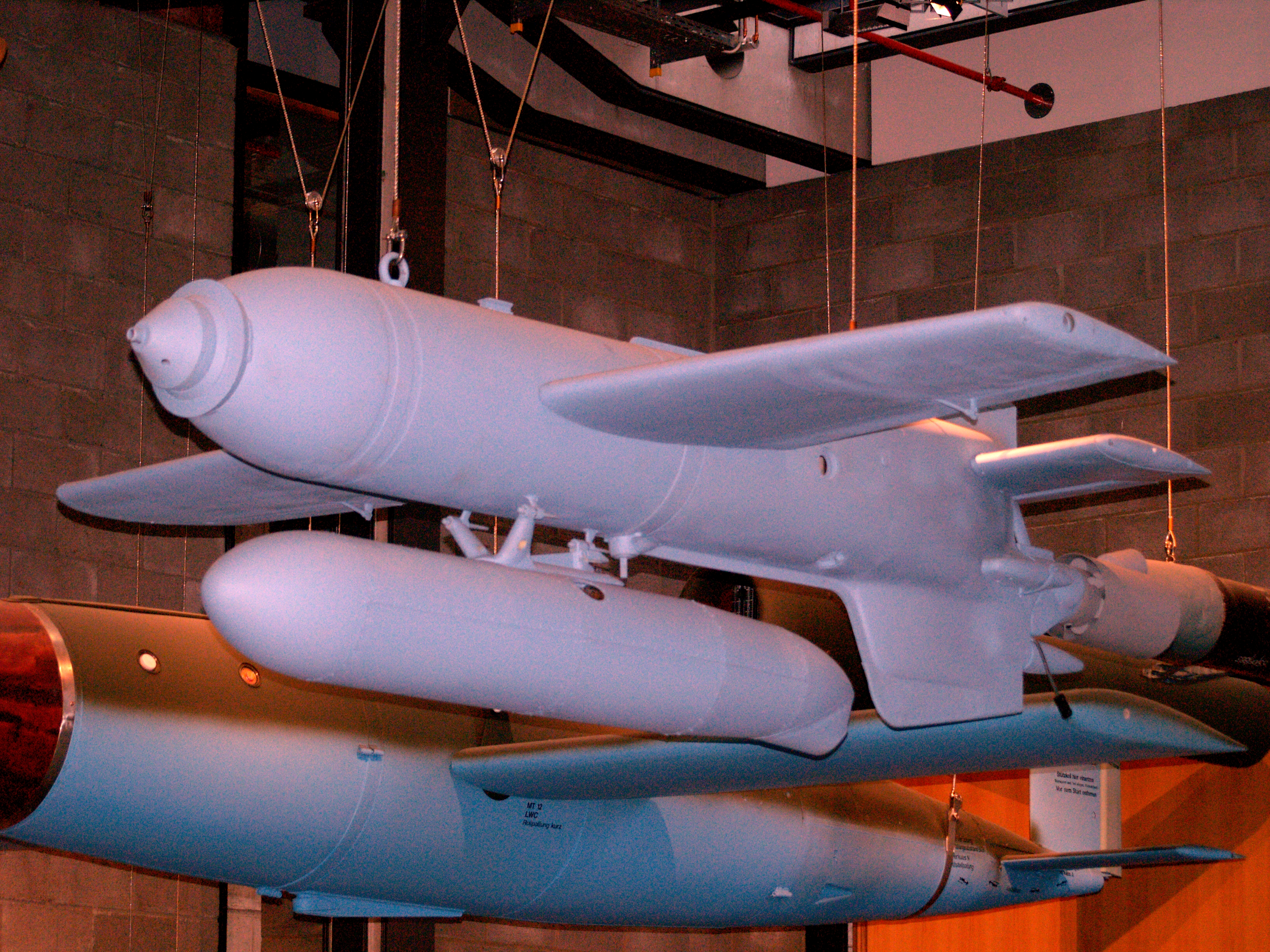
Перша ракета «повітря — поверхня» Hs 293.

Перші керовані ракети «повітря — поверхня» були розроблені наприкінці Другої світової війни в Німеччині. Нерідко першою називають німецьку авіабомбу Fritz X, однак вона мала істотну відмінність від керованої ракети — на ній була відсутня силова установка, таким чином вона є предтечею сучасних керованих авіабомб, а не ракет. Першою ж ракетою «повітря — поверхня» є Hs 293 — німецька планеруюча бомба з ракетним двигуном. Захоплення союзниками наземних пускових майданчиків ракет Fi-103 (V-1) привело до появи першої стратегічної крилатої ракети повітряного базування. Перший пуск по Лондону з ракетоносців He-111 та Ju-88 стався о 5 годині ранку 16 вересня 1944 року над акваторією Північного моря. Наприкінці війни збройні сили Японії застосували в бойових діях ракету з унікальною системою наведення — MXY7 Ohka, в якій основним елементом системи управління був камікадзе.
Американці в роки війни розробили ряд видів керованої зброї «повітря — поверхня», включаючи керовану ракету McDonnell LBD Gargoyle, але встигли застосувати у військових діях лише частину зразків.

### ПісляДругої світової війни
Після закінчення Другої світової війни союзники провели ряд експериментів над німецькими зразками. У СРСР КБ Челомея на базі Fi-103 розробило ряд ракет: 10Х, 14Х, 16Х, що не вийшли зі стадії прототипу. Розвиваючи Hs 293, КБ-2 Міністерства сільгоспмашинобудування СРСР розробило «авіаційну морську торпеду» РАМТ-1400 Щука, яка внаслідок низької точності на озброєння прийнята не була, хоча і послужила базою для серії досконаліших ракет КСЩ. У США на базі трофейної Fi-103 фірма «Ріпаблік» розробила ракету JB-2, яка, попри низьку точність, була випущена в кількості близько 1 400 штук.

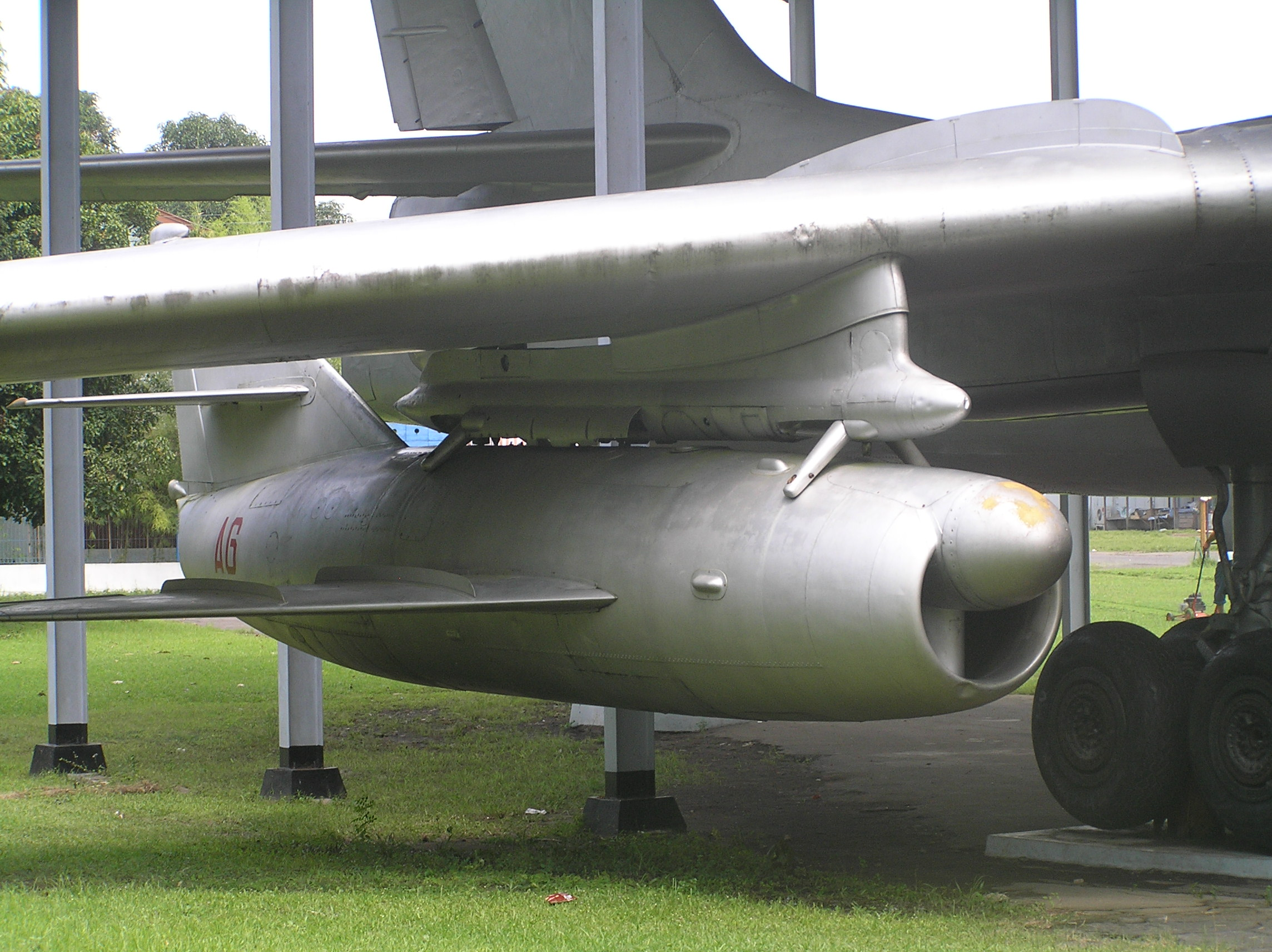
Протикорабельна «Комета» під крилом бомбардувальника Ту-16.

З початком холодної війни розвиток ракет «повітря — поверхня» в СРСР і США йшло в різних напрямках. Через відсутність в СРСР потужного флоту, радянські конструктори насамперед розробляли протикорабельні ракети, здатні прорватися крізь охорону до авіаносця ймовірного противника. На початку 50-х років була розроблена та прийнята на озброєння перша протикорабельна ракета «КС», оснащена напівактивною радіолокаційною системою самонаведення. За нею були досконаліші К-10С з турбореактивним двигуном та серія ракет КСР: КСР, КСР-2, КСР-5 з рідинним ракетним двигуном, оснащені активною радіолокаційною системою наведення, а також ракета КСР-11 з пасивною радіолокаційною системою наведення, яка призначалася для ураження кораблів з працюючими РЛС.

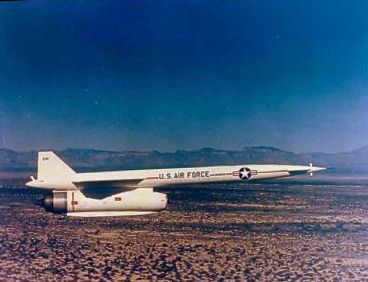
Стратегічна ракета AGM-28 Hound Dog.

У США зосередилися на розробці стратегічних ракет «повітря — поверхня», здатних доставити ядерний заряд до цілі в глибині території противника. Фірма «Белл» на рубежі 40-50х років розробила стратегічну крилату ракету GAM-63 RASCAL з автономною системою наведення, за якою на початку 60-х створили AGM-28 Hound Dog. Однак, попри різні хитрощі, наприклад, на ракеті AGM-28 перед пуском проводилася астрокорекція автопілота, точність цих ракет була вкрай низькою. 1960 року на озброєння була прийнята перша радянська стратегічна ракета «повітря — поверхня» Х-20, але погані експлуатаційні характеристики змусили перенацілити її на вирішення протикорабельних завдань. 1968 року на озброєння була прийнята протикорабельна ракета Х-22, різні модифікації якої призначалися для вирішення й стратегічних завдань.

### ПісляКорейської війни

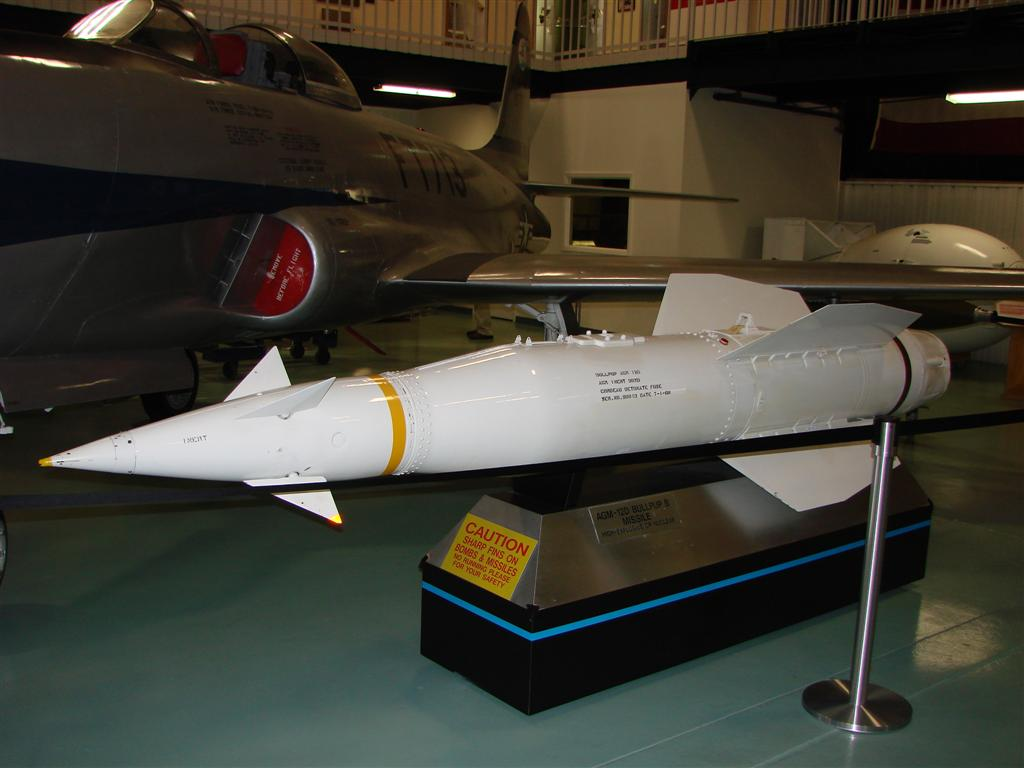
Тактична ракета AGM-12.

На базі досвіду застосування авіації в Корейській війні керівництво США першим усвідомило необхідність розробки тактичних ракет «повітря — поверхня». Внаслідок 1959 року ВПС США отримали на озброєння ракету AGM-12 «Булл-пап» з радіокомандною системою наведення. У Радянському Союзі тривалий час панувала концепція «всемогутності» ядерної зброї, проте успіхи застосування американських тактичних ракет «повітря — поверхня» у В'єтнамі змусили звернути увагу на розвиток високоточних систем ураження фронтової авіації. З середини 60-х років ОКБ «Зірка» розробляло на базі відпрацьованої ракети «повітря — повітря» РС-1У ракету Х-23 з радіокомандною системою наведення. Однак через складність доведення системи наведення розробка ракети затягнулася. Як проміжне рішення на озброєння 1968 року була прийнята ракета Х-66 з наведенням за радіо променем. Ракета Х-23 надійшла на озброєння ВПС СРСР лише 1974 року. Аналогічно вчинили у Франції, при розробці своєї першої тактичної ракети «повітря — поверхня» AS.20 як базу конструктори використовували ракету AA.20, за нею пішла потужніша AS.30 з такою ж радіокомандною системою наведення.

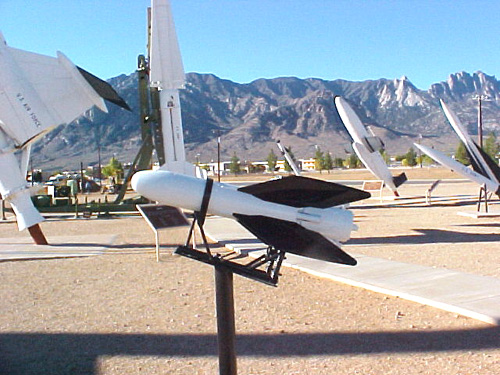
Протитанкова ракета 1950-х років SS.11.

Бурхливий розвиток гелікоптерів, поряд з особливостями їх льотних характеристик, привело до практичного витіснення ними літаків армійської авіації. Крім транспортних та розвідувальних завдань. На них були покладені та завдання вогневого ураження противника, в тому числі його бронетанкової техніки, керованою зброєю. Особливості тактико-технічних характеристик гелікоптерів, менші порівняно з літаками швидкість та стеля, а також відносно низька вантажопідйомність, визначили використання наземних протитанкових ракет, як зброї «повітря — поверхня» гелікоптерів. Першими керовану ракету AS.11, авіаційну версію, що надійшла на озброєння 1956 року, наземної ракети SS.11, на вертоліт встановили у Франції. За нею створили потужнішу ракету AS.12. У США ракети AS.11 взяли на озброєння 1961 року під найменуванням AGM-22. Вони мали командну систему управління з передачею сигналу по дроту і з візуальним відстеженням польоту оператором наведення. У наступного покоління протитанкових ракет стеження здійснювалося автоматично оптичним датчиком. 1969 року на озброєння в США були прийняті керовані ракети BGM-71, які стали основним елементом керованого зброї американських ударних гелікоптерів. У СРСР першими ракетами «повітря — поверхня» гелікоптерів стали ракети «Фаланга», прийняті на озброєння в авіаційному варіанті 1972 року. Вони були ракетами першого покоління, але команди на них передавалися по радіоканалу. Європейські протитанкові ракети другого покоління HOT надійшли на озброєння 1974 року. 1976 року на озброєння радянських ударних гелікоптерів були прийняті протитанкові ракети другого покоління «Штурм-В». У тому ж році були модернізовані ракети «Фаланга», які отримали систему автоматичного стеження за польотом. Надалі для заміни ракет «Штурм» була розроблена нова протитанкова ракета «Атака».

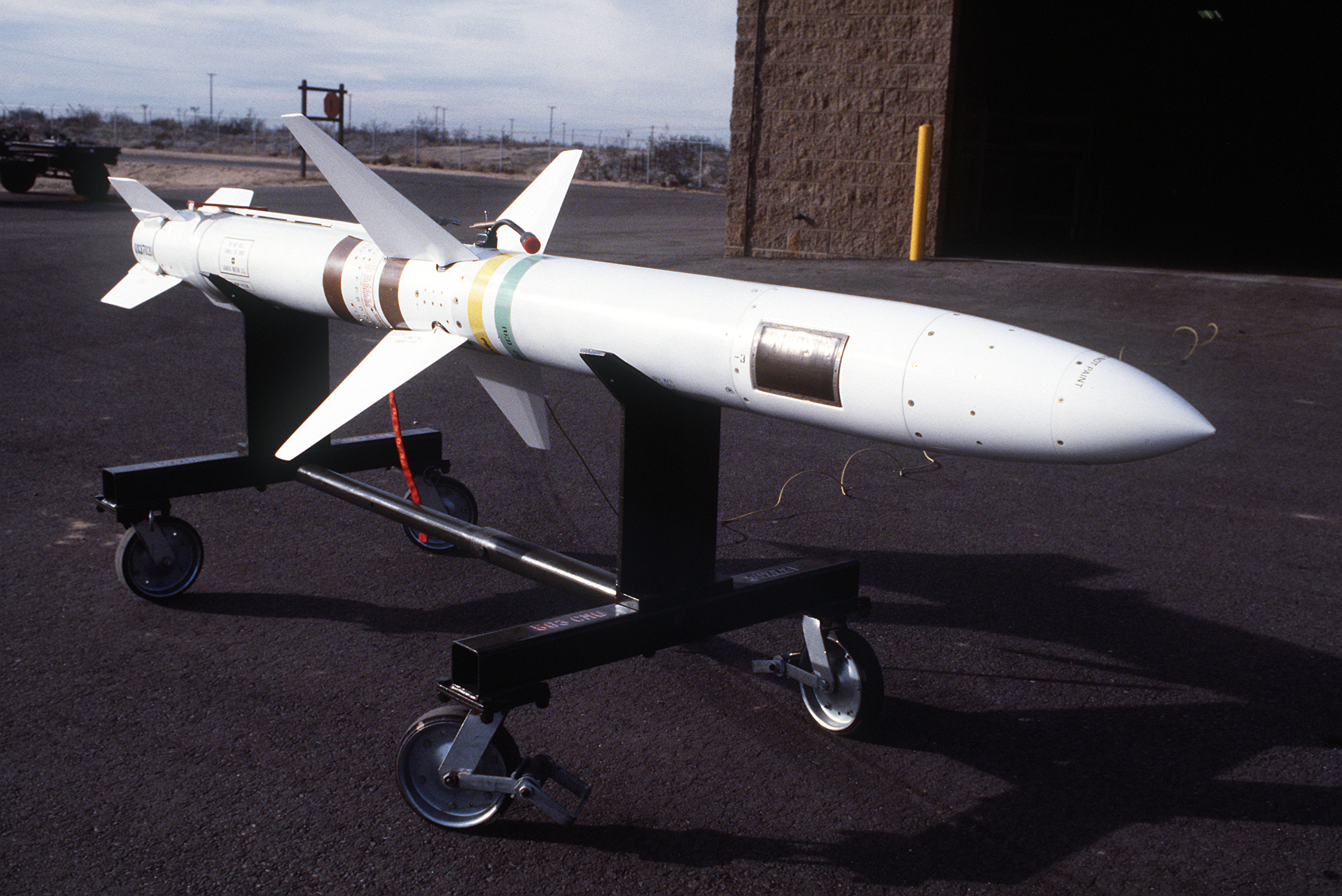
Протирадіолокаційна ракета AGM-45.

Розвиток радіолокаційних станцій комплексів ППО в 1960-х роках, а також інших військових радіотехнічних засобів вимагав розробити нові способи їх придушення, оскільки тактичні ударні літаки вже не могли обмежитися постановкою перешкод та маневруванням для прориву до цілі. Найефективнішим способом було знищення радіолокаційних станцій виявлення та наведення комплексів ППО спеціалізованими ракетами «повітря — поверхня» з пасивними радіолокаційними головками самонаведення. Зіткнувшись із ЗРК радянського виробництва у В'єтнамі, першими 1965 року протирадіолокаційну ракету AGM-45 «Шрайк» взяли на озброєння ВПС США. За нею 1968 року була перероблена з зенітної ракети RIM-66A протирадіолокаційта AGM-78, яка через високу вартість (вона була втричі дорожче AGM-45) не отримала широкого розповсюдження. Розробка першої радянської протирадіолокаційної ракети Х-28 через складність конструкції затягнулася, тому вона була прийнята на озброєння лише 1974 року. Через низькі експлуатаційні характеристики, а також велику масу та габарити, вона не задовольнила замовника.
Прогрес розвитку радянських систем ППО привів до створення 1972 року в США ракети «повітря — поверхня» для її придушення — аеробалістичної ракети AGM-69. Для досягнення високої ймовірності прориву ракета летіла до цілі зі швидкістю 3,5М по балістичній траєкторії, що робило її важкозбиваною ціллю. Радянська ракета Х-15, що має аналогічну тактику застосування, надійшла на озброєння в 1983 році, при цьому вона мала швидкість польоту 5М та вдвічі більшу дальність пуску.

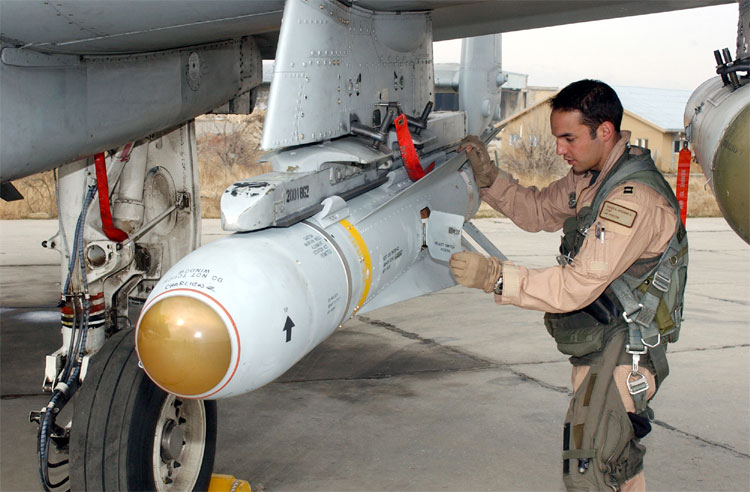
Тактична ракета AGM-65 на підвісці.

До семидесятих років рівень розвитку оптико-електронної техніки дозволив створити малогабаритні головки самонаведення, що володіють достатньою точністю та придатні для установки на тактичні ракети. Першими тактичну ракету з оптико-електронної ГСН AGM-65 «Меверік» розробили та прийняли на озброєння 1972 року в США. Причому її розробники використовували пасивну телевізійну систему самонаведення, що дозволило реалізувати принцип «вистрілив-забув». Ще одним важливим нововведенням цієї ракети була модульна конструкція, що дозволило використовувати різноманітні головки самонаведення та бойові частини, удосконалювати силову установку без зміни конструкції самої ракети. У СРСР конструктори прийнятої на озброєння 1976 року ракети Х-25 як базу використовували Х-23, на яку встановили напівактивну лазерну головку самонаведення. На вибір системи самонаведення вплинули тактичні доктрини держав: в СРСР тактичні авіаційні самонавідні ракети насамперед призначалися для ураження вузлів оборони противника, в США бронетанкової техніки. Це зумовило вибір бойової частини, якщо в СРСР встановлювали фугасну боєголовку, то в США кумулятивну. У Франції конструктори вчинили так само, як в СРСР — вони встановили полуактивну лазерну головку самонаведення на добре освоєну ракету AS.30, прийнявши її під позначенням AS.30L на озброєння 1985 року.

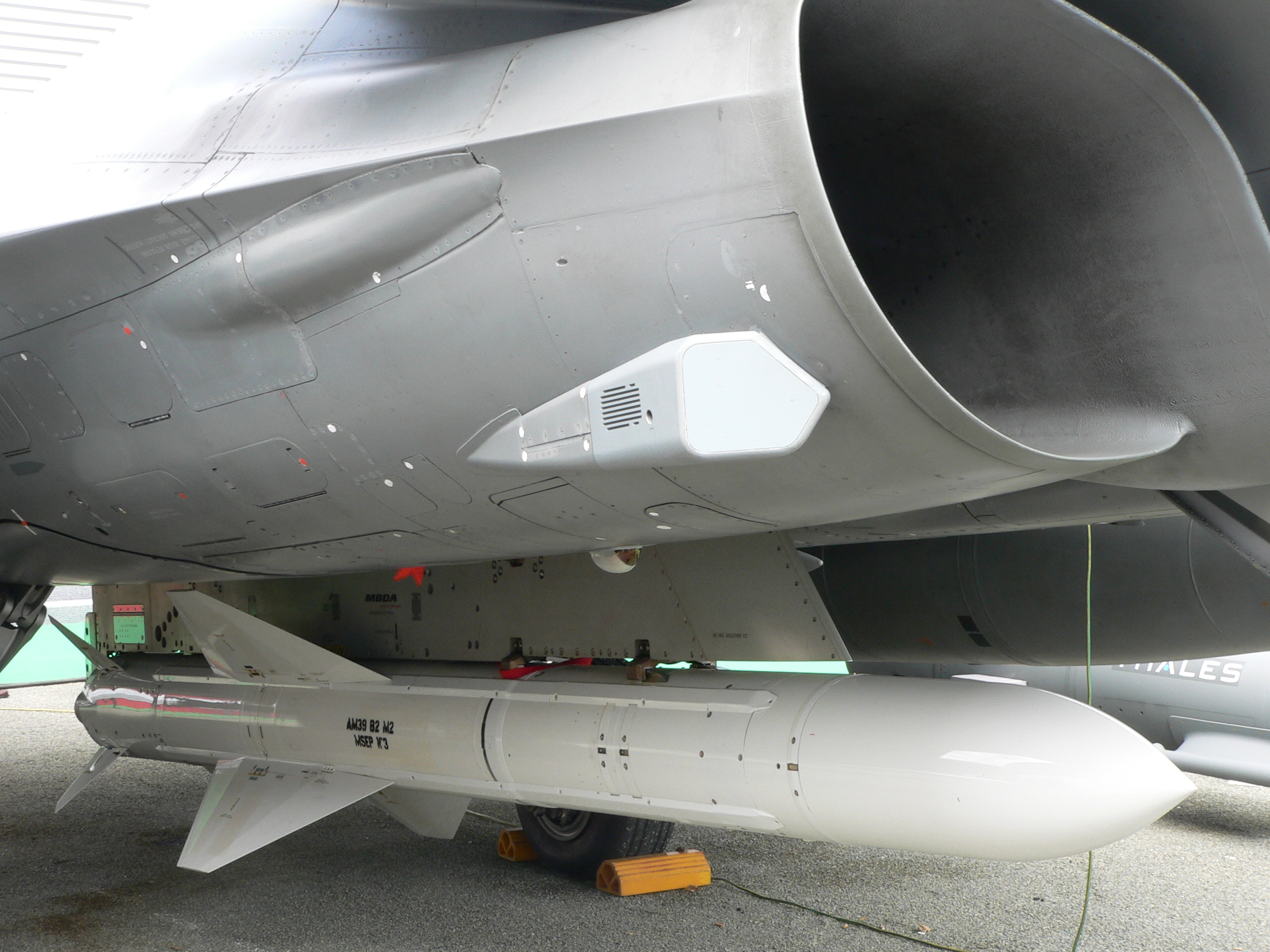
Французька протикорабельна ракета AM.39 «Екзосет».

До 70-х років протикорабельні ракети розроблялися фактично лише в одній країні світу — СРСР, проте 1967 року єгипетський ракетний катер потопив ракетами П-15 ізраїльський есмінець «Ейлат», показавши ефективність протикорабельного ракетної зброї. Практично всі провідні західні країни почали розробляти протикорабельні авіаційні ракети, при цьому їх розробки значно відрізнялися від радянських. Якщо в СРСР основною метою подібних ракет були авіаносці ВМС США, то для західних ракет основними цілями були кораблі класу не більше есмінця. Внаслідок цього, практично всі західні ракети не перевищували масу близько півтонни і мали дозвукову швидкість польоту. Першими нову протикорабельну ракету AS.34 «Корморан» взяли на озброєння 1976 року в Німеччині, розроблена для авіації США ракета AGM-84 «Гарпун» була прийнята на озброєння 1979 року, тоді ж на озброєння поступила і одна з найвідоміших протикорабельних ракет французька AM.39 «Екзосет». Американська та французька ракети також володіли однією важливою особливістю — одразу були розроблені різні варіанти ракет для розміщення на різних носіях: на літаках, кораблях та наземних пускових установках, що дозволило уніфікувати протикорабельні ракети, що стоять на озброєнні.

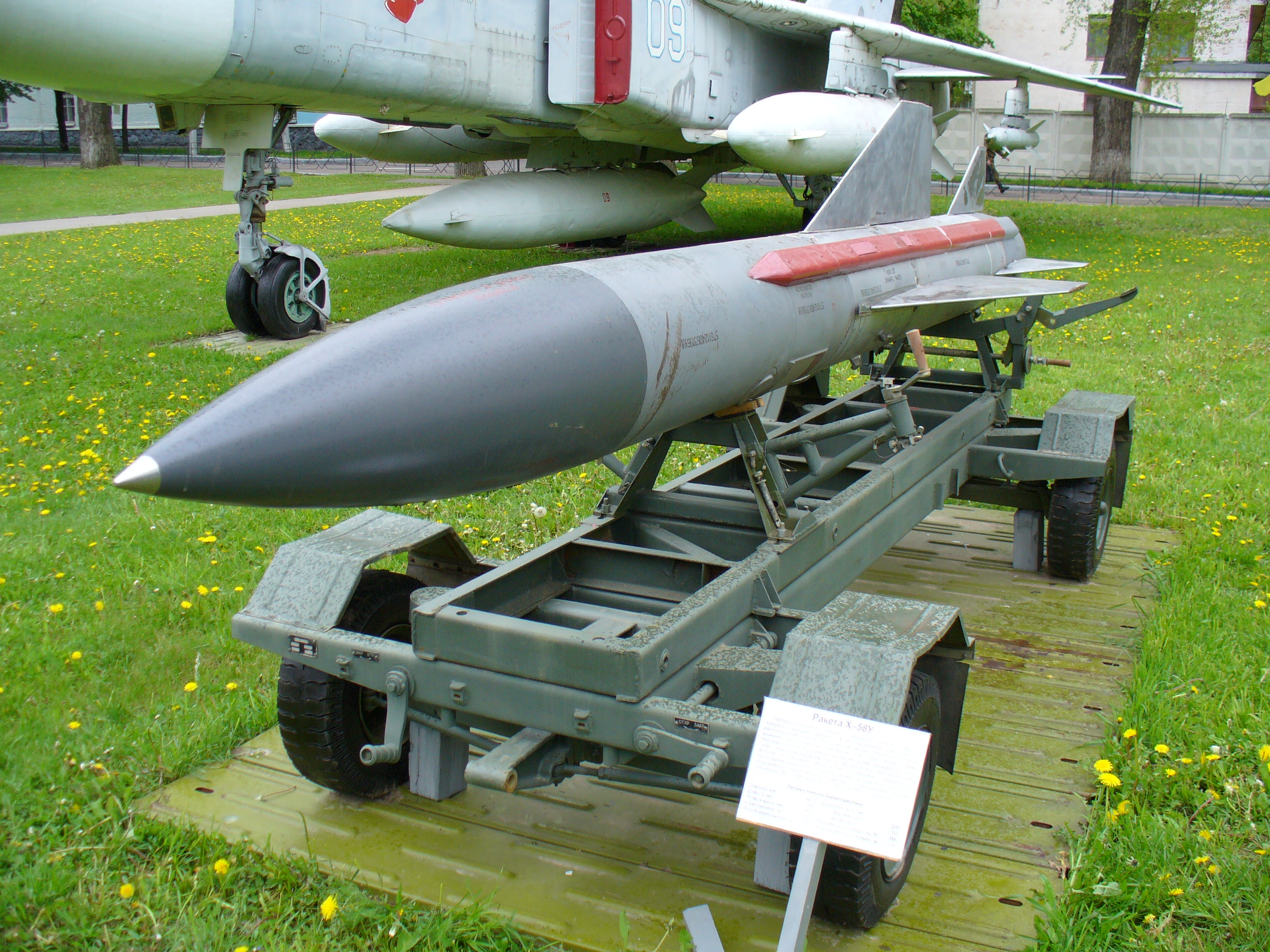
Радянська протирадіолокаційна ракета Х-58.

Через незадовільні характеристики ракети Х-28 фронтової авіації СРСР була потрібна інша, надійніша та компактна протирадіолокаційна ракета. Взявши за базу тактичну Х-25, конструктори розробили ракету Х-27ПС, яку прийняли на озброєння 1980 року. Паралельно розробляли потужнішу протирадіолокаційну ракету, якою можна було завдавати ударів по новітніх на той момент та перспективних американських комплексах ППО, у тому числі по ЗРК «Петріот», без заходу в зону їхнього вогню. 1980 року ракету Х-58 взяли на озброєння, вона була удвічі важче Х-27ПС і мала втричі більшу максимальну дальність пуску. У США була розроблена і 1983 року прийнята на озброєння протирадіолокаційна ракета AGM-88 HARM, вона займає проміжне положення серед радянських ракет аналогічного призначення. Одночасно вона була значно ефективніше попередньої протирадіолокацій ракети США AGM-45.
1978 року Рада міністрів СРСР прийняла постанову про розробку тактичних ракет модульної конструкції. Базою для нової ракети, прийнятої на озброєння 1981 року під позначенням Х-25М, послужила перевірена Х-25 з удосконаленнями ракети Х-27ПС. Однак у ракет цього сімейства боєголовка мала масу близько 100—150 кг, що вважалося недостатнім для ураження міцних будов, тому були розроблені і 1980 року прийняті на озброєння потужніші ракети Х-29 з боєголовкою масою 317 кг.

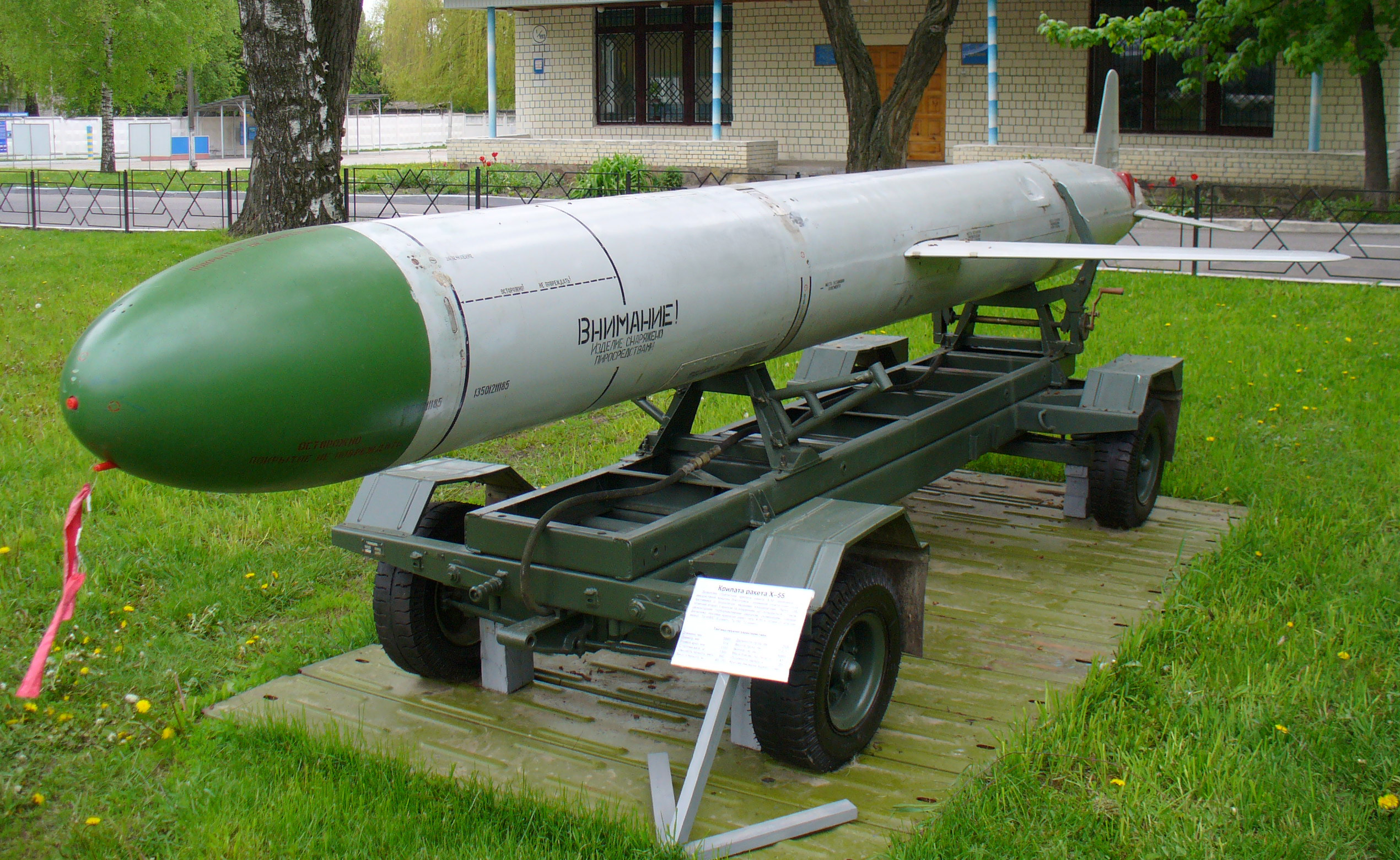
Радянська стратегічна малогабаритна низьковисотна ракета Х-55.

У 70-х роках змінилася концепція прориву протиповітряної оборони ймовірного противника. Якщо раніше основним способом був прорив на великій швидкості та великій висоті, то тепер прийшли до висновку, що прорив на малій висоті в режимі огибання рельєфу місцевості призведе до більшого успіху. Разом з цим вирішили збільшити кількість ракет, що одночасно прориваються з метою насичення ППО противника, для чого потрібно було значно збільшити кількість ракет на одному носії. Відповідно кардинально змінилися технічні завдання для розробників ракет. Першими 1981 року маловисотну малогабаритну дозвукову ракету «повітря — поверхня» AGM-86 ALCM взяли на озброєння ВПС США. 1983 року на озброєння поступила аналогічна радянська дозвукова стратегічна ракета Х-55.

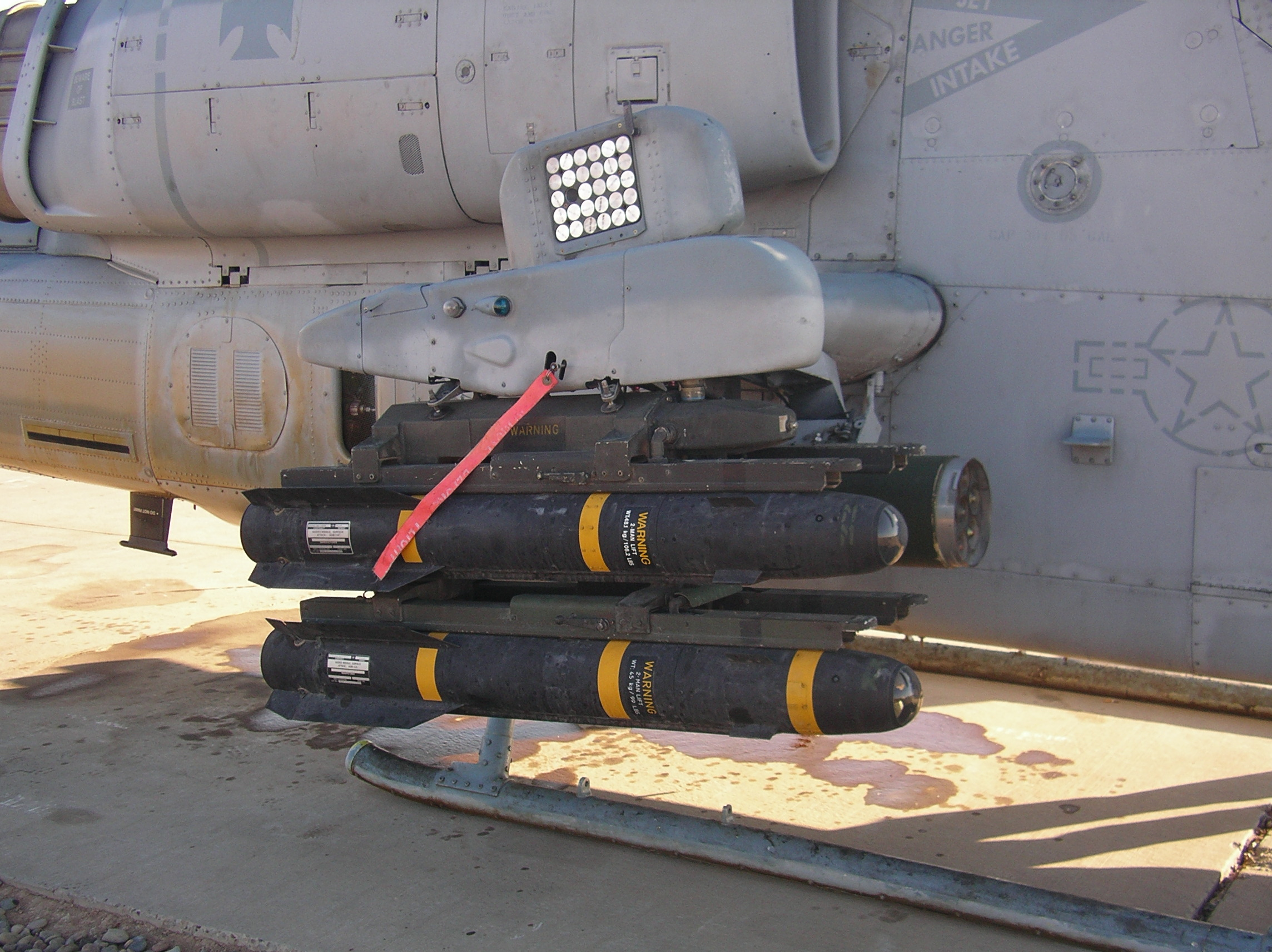
Протитанкові самонавідні ракети AGM-114 «Хеллфаер».

У СРСР 1982 року на озброєння авіації були прийняті протитанкові ракети «Вихор», які наводились по лазерному променю. У США мініатюризація оптико-електронних систем дозволила розробити для гелікоптерів легку ракету «повітря — поверхня», оснащену лазерною напівактивною системою самонаведення — AGM-114 «Хеллфаер», яка надійшла на озброєння 1985 року. Для корабельних гелікоптерів були розроблені легкі протикорабельні ракети. Французька AS-15TT, масою всього 100 кг, стала найлегшою протикорабельною ракетою в світі. Вона була оснащена командною системою наведення з відстеженням траєкторії польоту ракети радаром гелікоптера носія. Серійне виробництво AS-15TT почалося 1984 року. У Великої Британії була розроблена та прийнята 1981 року на озброєння ракета Sea Skua, оснащена напівактивною радіолокаційною системою самонаведення.

### Останні розробки
Удосконалення корабельних систем ППО США в 70—80-ті роки вимагало створення нового покоління радянських протикорабельних ракет, причому однією з вимог до нових ракет була можливість їх установки на різні носії: кораблі, літаки та берегові установки. У результаті до початку 90-х років в СРСР був створений ряд універсальних за носіями ракет з прямоточним повітряно-реактивним двигуном, що забезпечує високу швидкість польоту. Першою була розроблена відносно потужна та важка ракета Х-41, призначена для ураження кораблів та суден водотоннажністю до 20000 тонн. За нею були ракета НВО «Машинобудування» Х-61 та ракета 3М54 МКБ «Новатор», яка входить до авіаційного комплексу ракетної зброї «Калібр-А» (англ. Club-A). В комплекс «Калібр-А» також входить ракета для завдавання ударів по стаціонарних наземних цілях 3М14.

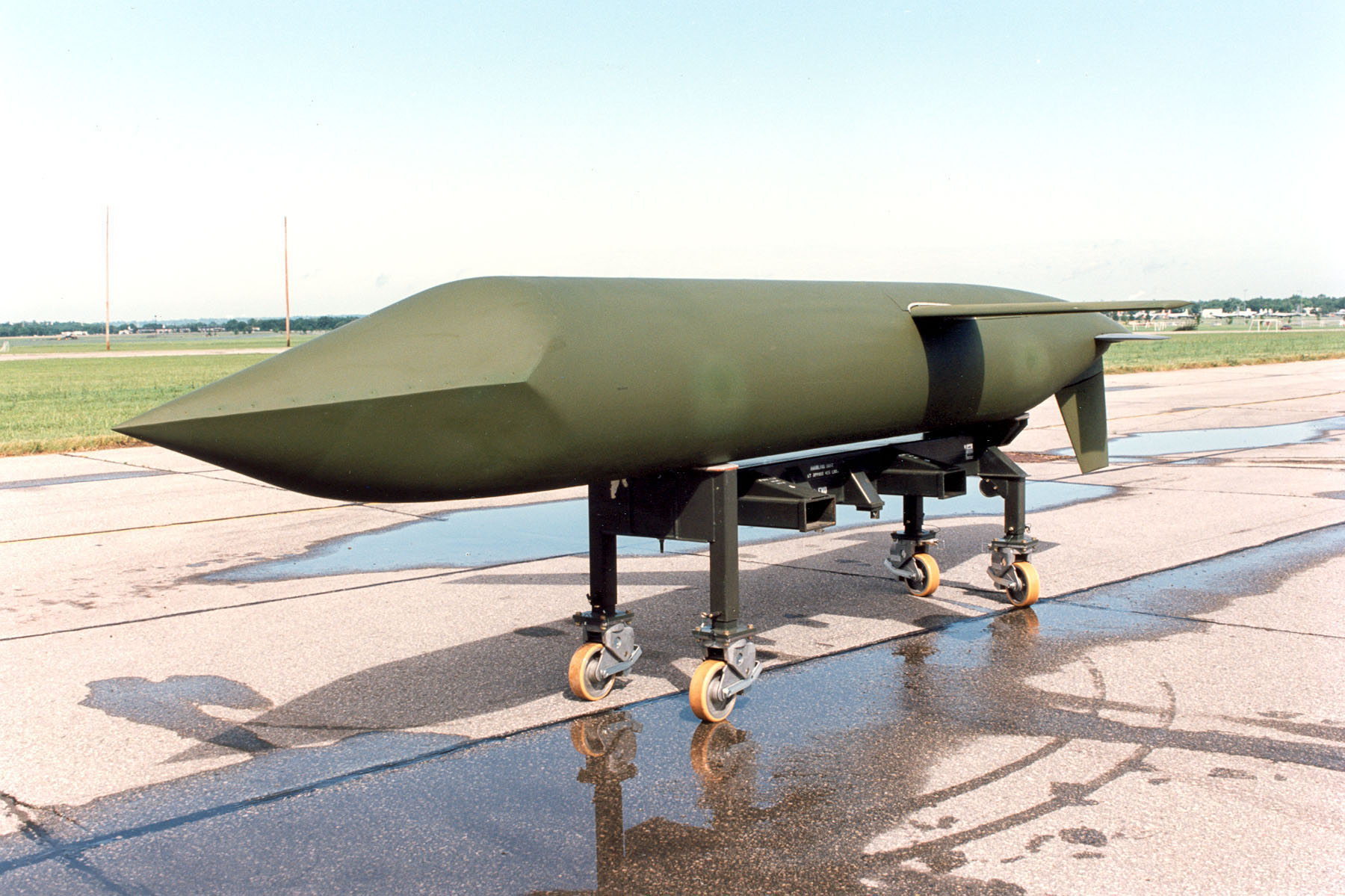
Американська стратегічна ракета AGM-129 ACM.

Попри створення відносно потужних швидкісних протикорабельних ракет, в СРСР вважали за необхідне розробити і відносно легку дозвукову протикорабельну ракету — аналог американської AGM-84. Ракетою Х-35, що надійшла на озброєння 1995 року, оснастили і протикорабельні гелікоптери.
У 80-х розвиток технології «стелс» призвело до створення ракет «повітря — поверхня» з її елементами, що на думку розробників зменшувало ймовірність ураження ракети системами ППО. Перша ракета, сконструйована за технологією «стелс», AGM-129 ACM була передана ВПС США 1987 року. Через розпад СРСР розробка радянського аналога затягнулася, перша вже російська малопомітна стратегічна ракета «повітря — поверхня» Х-101 була прийнята на озброєння лише 1999 року.

## Класифікація

### Призначення
Тактичні

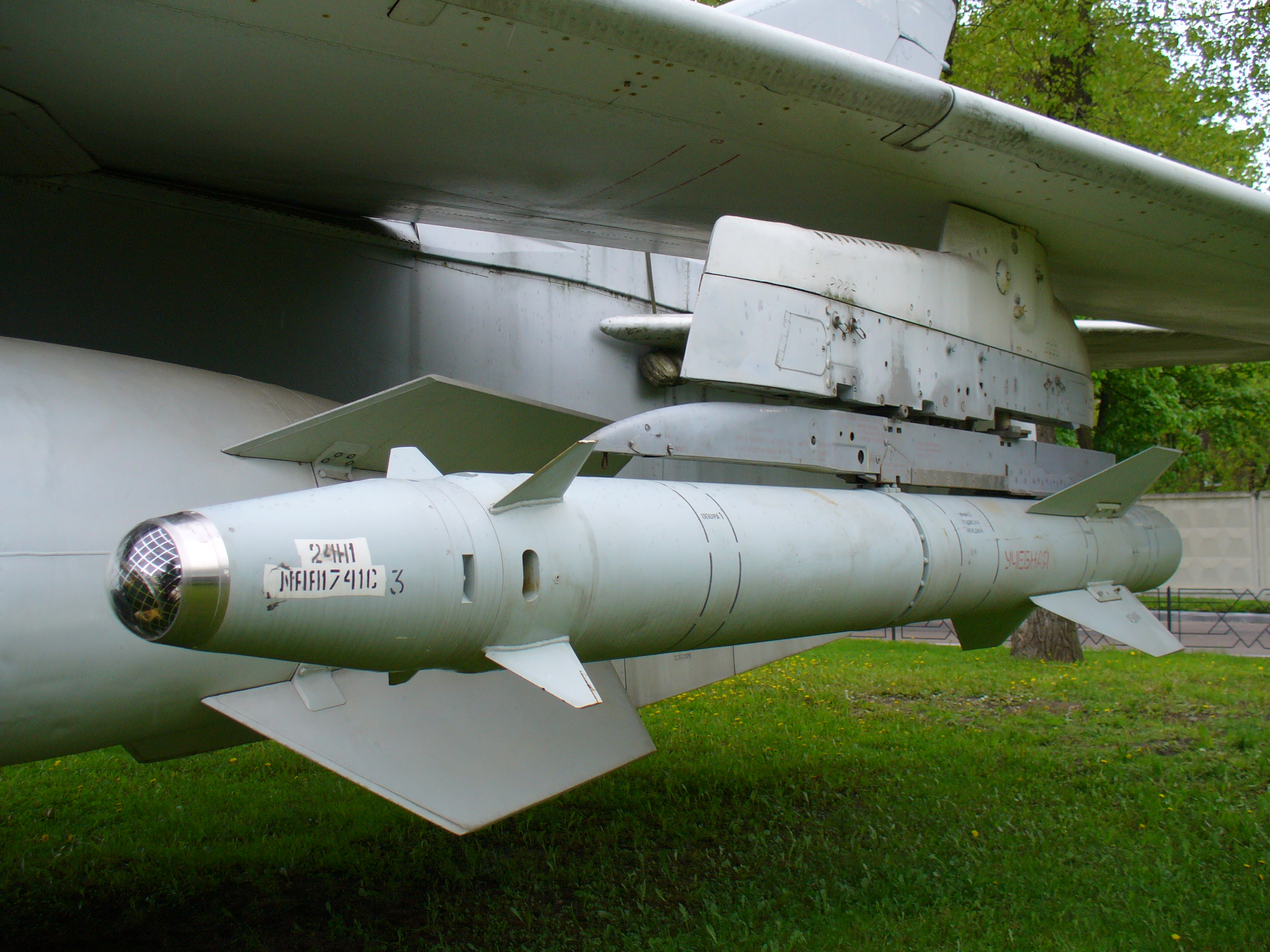
Тактична радянська ракета Х-25МЛ.

Призначені для ураження цілей в межах тактичної зони противника. Стоять на озброєнні винищувально-бомбардувальної, фронтової бомбардувальної, штурмової та армійської авіації. Дальність польоту тактичних ракет близько ста кілометрів, маса порядку від декількох десятків до сотень кілограм. Для управління використовують системи теленаведення або самонаведення. У радянській авіації цей термін, зазвичай, не застосовувався внаслідок відсутності «тактичної авіації», її завдання вирішувала «фронтова авіація».
Оперативно-тактичніПризначені для ураження цілей в оперативній глибині території противника, однак можуть застосовуватися і для ураження важливих об'єктів в тактичній зоні. Використовуються як фронтовою (тактичною) авіацією, так і стратегічними і далекими бомбардувальниками. Мають більшу масу та дальність польоту порівняно з тактичними ракетами. Дальність польоту оперативно-тактичних ракет кілька сотень кілометрів, маса близько однієї — двох тонн. Для управління використовують практично все різноманіття систем управління. До оперативно-тактичних належать і протикорабельні ракети великої дальності.
СтратегічніПризначені для ураження важливих цілей в глибокому тилу супротивника. Зазвичай, мають велику дальність польоту та інерційні системи самонаведення. Дальність польоту стратегічних ракет перевищує 1000 км, маса більше ніж одна тонна. Спочатку як бойова частина стратегічних ракет використовувався ядерний заряд, що зробило їх важливим компонентом ядерного стримування. Сучасні стратегічні ракети нарівні з ядерними озброєні і звичайними (конвенційними) бойовими частинами.

### Цілі
Ракети «повітря — поверхня» є універсальною зброєю та можуть вражати різноманітні види цілей. Однак серед них виділяють групи ракет, призначених для ураження певних об'єктів. Зазвичай, вони відрізняються наявністю певної бойової частини та/або системи наведення.

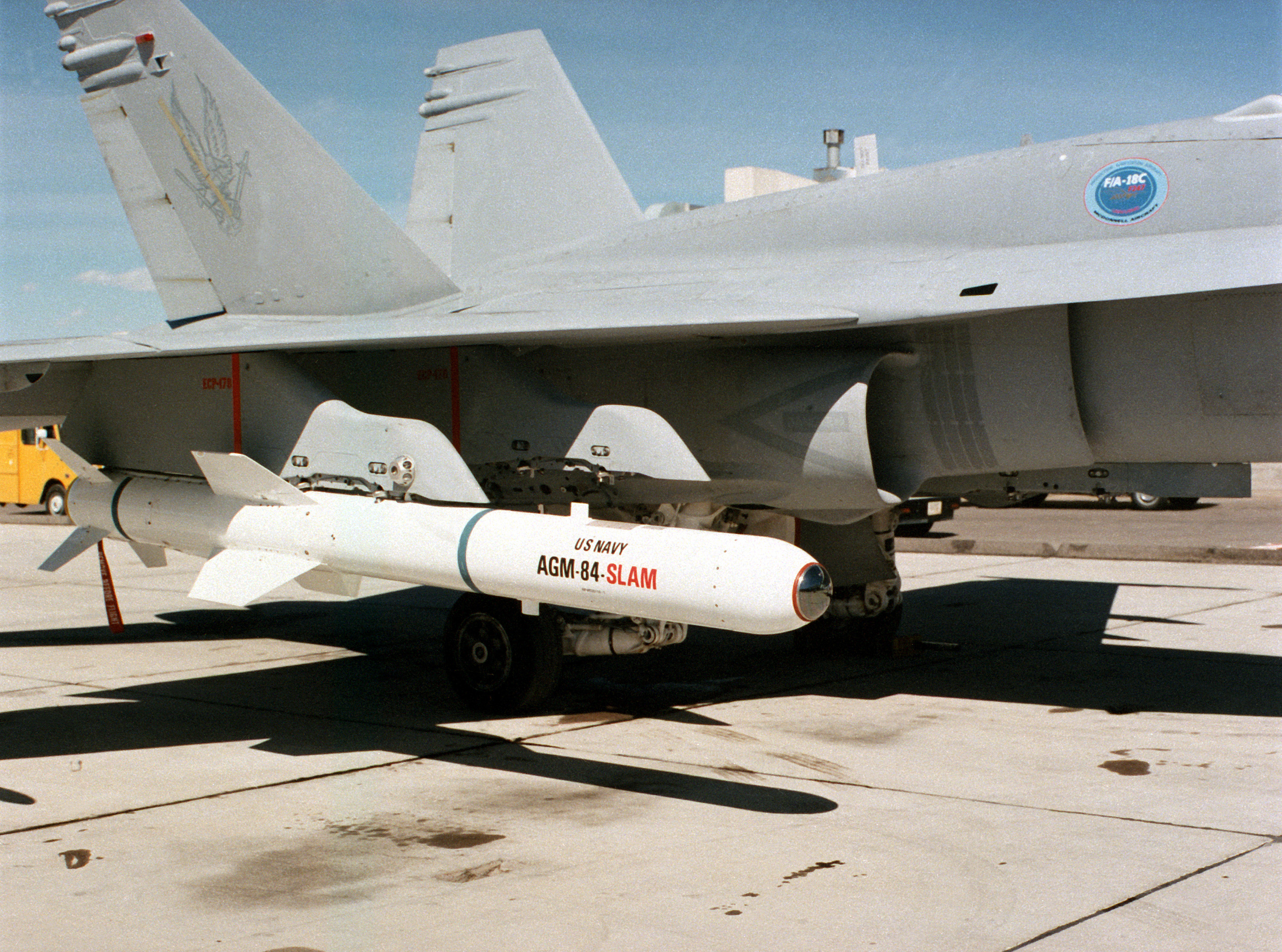
Протикорабельна ракета AGM-84H під крилом палубного винищувача F-18.

протикорабельніРакети призначені для ураження кораблів та суден противника. Зазвичай, мають відносно велику масу і дальність польоту, фугасну бойову частину та радіолокаційну систему наведення.
протирадіолокаційніРакети призначені для ураження РЛС супротивника. Зазвичай, мають фугасну бойову частину та пасивну радіолокаційну систему наведення.
ПротитанковіРакети призначені для ураження бронетанкової техніки супротивника. Зазвичай, мають відносно маленьку масу і дальність польоту, кумулятивну бойову частину, в тому числі тандемну.

### Дальність
Загальноприйнятих меж та кордонів класифікації ракет класу «повітря — поверхня» по дальності не існує, тому в різних джерелах одні й ті ж ракети можуть бути названі по-різному.
Малої дальностіНа ракетах малої дальності використовують, зазвичай, хрестоподібне крило; вони оснащуються реактивними двигунами, системами теле- або само-наведення.
Середньої дальностіРакети середньої дальності створені за різноманітними аеродинамічними схемами, починаючи від класичної (літакової); зазвичай, використовують комбіновані системи наведення та силові установки.
Великої дальностіРакети великої дальності використовують плоске крило для створення підйомної сили, оснащуються високоекономічними турбовентиляторними двигунами, автономними системами наведення та мають величезну (аж до міжконтинентальної) дальність.

### Характер польоту
аеробалістичні ракети

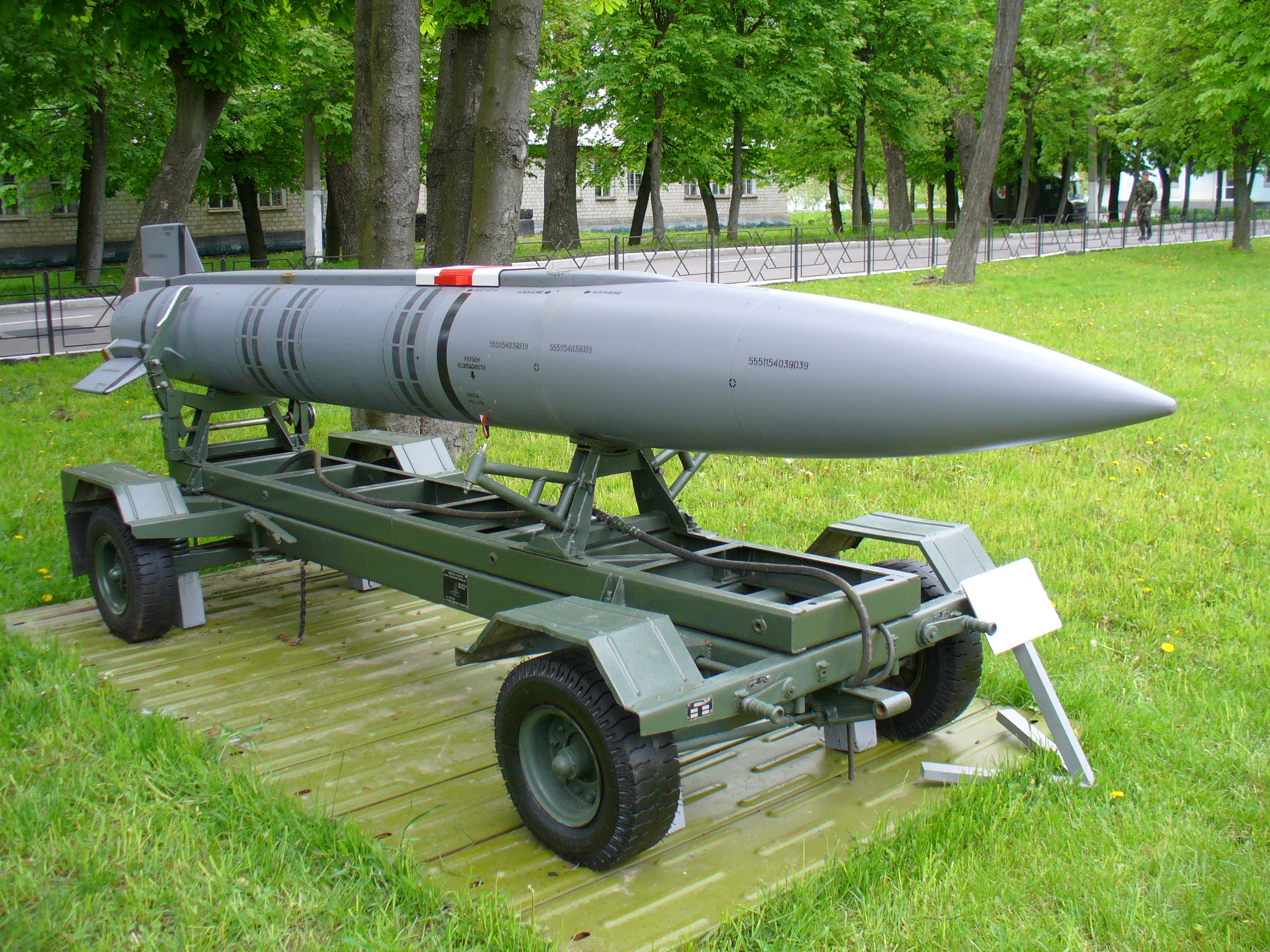
аеробалістична ракета Х-15.

Після пуску аеробалістична ракета летить по балістичній траєкторії, не використовуючи для польоту аеродинамічну підйомну силу. За конструкцією вони є повними аналогами інших балістичних ракет. Літак-носій використовується лише для збільшення дальності дії подібної зброї.
Аеробалістичні ракети:
- Х-15
- AGM-69 SRAM

Крилаті ракетиЗастаріле найменування крилатих ракет, що використовують класичну (літакову) схему: літак-снаряд.
У крилатої ракети основна підйомна сила створюється крилом з аеродинамічним профілем. Строго кажучи, до крилатих ракет належать всі ракети, які здійснюють політ за допомогою аеродинамічної підйомної сили, в тому числі ракети, сконструйовані за безкрилою схемою, у яких аеродинамічна підйомна сила формується на корпусі. Зазвичай, на ракетах для ураження маневрених цілей встановлено хрестоподібне крило, для ураження неманеврених цілей — плоске.

## Конструкція

Ракета Х-29Т, побудована за схемою «качка».

Типова ракета «повітря — поверхня» має витягнутий циліндричний корпус. У ракет із самонаведенням в передній частині ракети розташована голівка самонаведення (ГСН) (блок I). За нею розташовано бортове радіоелектронне обладнання (БРЕО) (блок II), яке управляє рухом ракети та наведенням її на ціль. Сигнали управління ракетою формуються автопілотом на підставі інформації про кутове положення цілі від ГСН та інформації від бортових датчиків руху (датчики кутових швидкостей та прискорень, лінійних прискорень). Зазвичай за БРЕО знаходиться бойова частина (блок III), що складається із заряду вибухової речовини (ВР) і детонатора. Бойові частини ракет бувають ядерними, фугасними, об'ємно-детонуючими, проникаючими, кумулятивними та касетними.
У задній частині ракети «повітря — поверхня» розташована силова установка (блоки IV, V), в ролі якої використовують ракетний двигун або повітряно-реактивний двигун. На стратегічних крилатих ракетах «повітря — поверхня» для досягнення великої дальності польоту застосовують багаторежимні малогабаритні двоконтурні турбореактивні двигуни. На тактичних та оперативно-тактичних ракетах використовують одно- і дворежимні ракетні двигуни. Для досягнення високих швидкостей польоту застосовуються прямоточні повітряно-реактивні двигуни.
Ракети з теленаведенням часто мають інше компонування основних систем. У них в передній частині розташоване бойове відділення, за ним розташована силова установка з бічними соплами, у хвостовій частині — блок БРЕО з приймачами телеінформації. Залежно від обраної схеми наведення, приймачами можуть бути датчики лазерного або радіо випромінювання, а також радіоприймач, що безпосередньо одержує команди від системи наведення носія. Для візуальної або автоматичної пеленгації ракети в хвостовій частині встановлюється трасер.
На корпусі ракети, залежно від аеродинамічної схеми, може розташовуватися хрестоподібне або плоске крило (25). Як органи управління використовуються аеродинамічні (з електричним або гідравлічним приводом) або газові рулі (9). Аеродинамічними рулями можуть бути власне рулі, поворотне крило, елерони, роллерони або інтерцептори. Джерелами живлення ракети можуть бути електричні або гідроакумулятори, газові або порохові акумулятори тиску.

## Системи наведення

### Теленаведення
Системи управління, при яких ракета змінює свою траєкторію руху на підставі інформації, переданої із зовнішнього джерела. Існують системи з передачею як безперервної інформації, так і дискретної. Зазвичай, використовується на ракетах малої дальності.

#### Радіокомандне

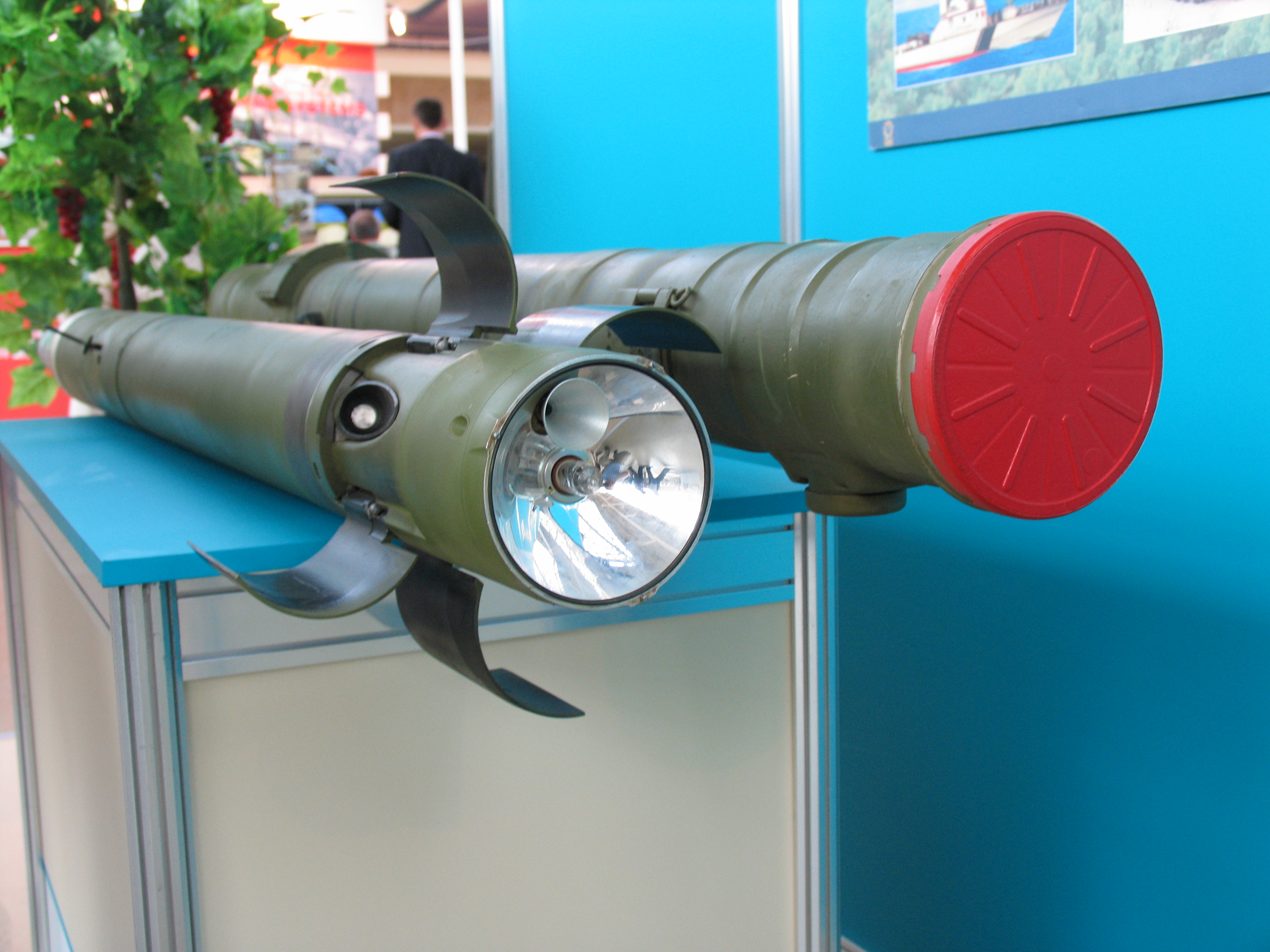
Хвостова частина ракети 9М120 «Атака» з трасером.

Система наведення, в якій керуючі сигнали на рульові машинки ракети формуються на літаку-носії та передаються на ракету радіоканалом або дротами. Є найпростішою з погляду реалізації. Перші керовані ракети Hs 293 використовували дану систему наведення, причому як у варіанті з передачею сигналів по радіо, так і по проводах. Управління ракетою здійснювалося безпосередньо оператором, який відхиленням ручки управління змінював відхилення рулів самої ракети, тим самим контролюючи її траєкторію польоту. Для кращої видимості в хвостовій частині ракети розміщувався трасер. Сучасні системи радіонаведення здатні самостійно контролювати місце розташування ракети за допомогою оптичного датчика, який відстежує трасер ракети, або радіолокатора та розраховувати траєкторію польоту ракети до ураження цілі; оператору наведення залишається лише утримувати прицільний маркер на цілі.
Перевагою системи радіонаведення є незалежність від погодних умов і часу доби, а також висока перешкодозахищеність каналу зв'язку та відносно висока скритність. Недоліки — обмеження маневреності носія після пуску та необхідність візуального виявлення цілі до пуску.
Використовується на ракетах:
- Німеччина Hs 293
- СРСР Штурм-В · Атака · Х-23 · Х-25МР
- США AGM-12
- Франція AS.11 · AS.12 · AS.15TT · AS.20 · AS.30

#### Телевізійно-командне
У цілому аналогічна радіокомандній системі наведення. Основною відмінністю є встановлена на борту ракети телевізійна камера, за допомогою якої оператор наведення здійснює контроль польоту ракети. Оператор наведення отримує в реальному режимі часу зображення місцевості, над якою пролітає ракета, і управляє польотом, орієнтуючись за примітними орієнтирами. Після виявлення цілі оператор орієнтує ракету в її напрямку. Зазвичай, ця система управління є елементом комбінованої системи наведення, в якій можливий вихід ракети в район цілі за допомогою автономної інерціальної системи наведення та самонаведення після виявлення цілі телевізійної ГСН.
Переваги системи аналогічні радіокомандній системі, проте вона не обмежує в маневрі носій після пуску і має значно більшу дальність дії, оскільки відсутня необхідність візуального супроводу польоту ракети. Основним недоліком є вузьке поле зору телевізійної ГСН, яка в поєднанні з високою швидкістю польоту призводить до втрати орієнтування оператором наведення.
Використовується на ракетах:
- СРСР Х-59
- США AGM-142
- Франція AJ.168

#### Наведення радіо променем
Наведення, при якому ракета орієнтується щодо спрямованого на ціль фокусованого радіопроменя літака-носія. Бортові датчики-потенціометри ракети виробляють сигнали системі управління на підставі кутового відхилення від напрямку рівносигнальної зони променя. Під час наведення пілот повинен утримувати на одній лінії об'єкт атаки, трасер ракети та приціл, тому цей метод також називають «методом трьох точок».
Недоліком подібної системи наведення є обмеженість зон можливих пусків ракети, відсутність можливості для маневру носія під час наведення, невисока точність влучення.
Використовується на ракетах:
- СРСР Х-66

#### Наведення лазерним променем
Також знане як «лазерна стежка». Наведення, при якому ракета орієнтується щодо спрямованого на ціль модулюванного лазерного променя. Бортові датчики виробляють сигнали системі управління на підставі величини горизонтального та вертикального відхилення ракети від променя, так щоб ракета постійно перебувало на осі лазера.
Переваги та недоліки системи лазерним променем аналогічні напівактивній лазерній системі самонаведення, за винятком вищої скритності, оскільки потрібна потужність лазера для теленаведення набагато менше.
Використовується на ракетах:
- СРСР Вихор
- СРСР Атака (ПТКР)

### Самонаведення
Системи, при яких інформація для зміни траєкторії польоту ракети видається автономно на борту ракети від її головки самонаведення (ГСН). Головка самонаведення використовує енергію цілі — відбиту або випромінювану. Розрізняють активне самонаведення — первинне джерело енергії розташоване на борту ракети, напівактивне — джерело енергії перебуває поза ракетою (на борту носія, повітряного або наземного цілевказівника) та пасивне — джерелом енергії служить сама ціль.

#### Активне самонаведення
Активне радіолокаційне

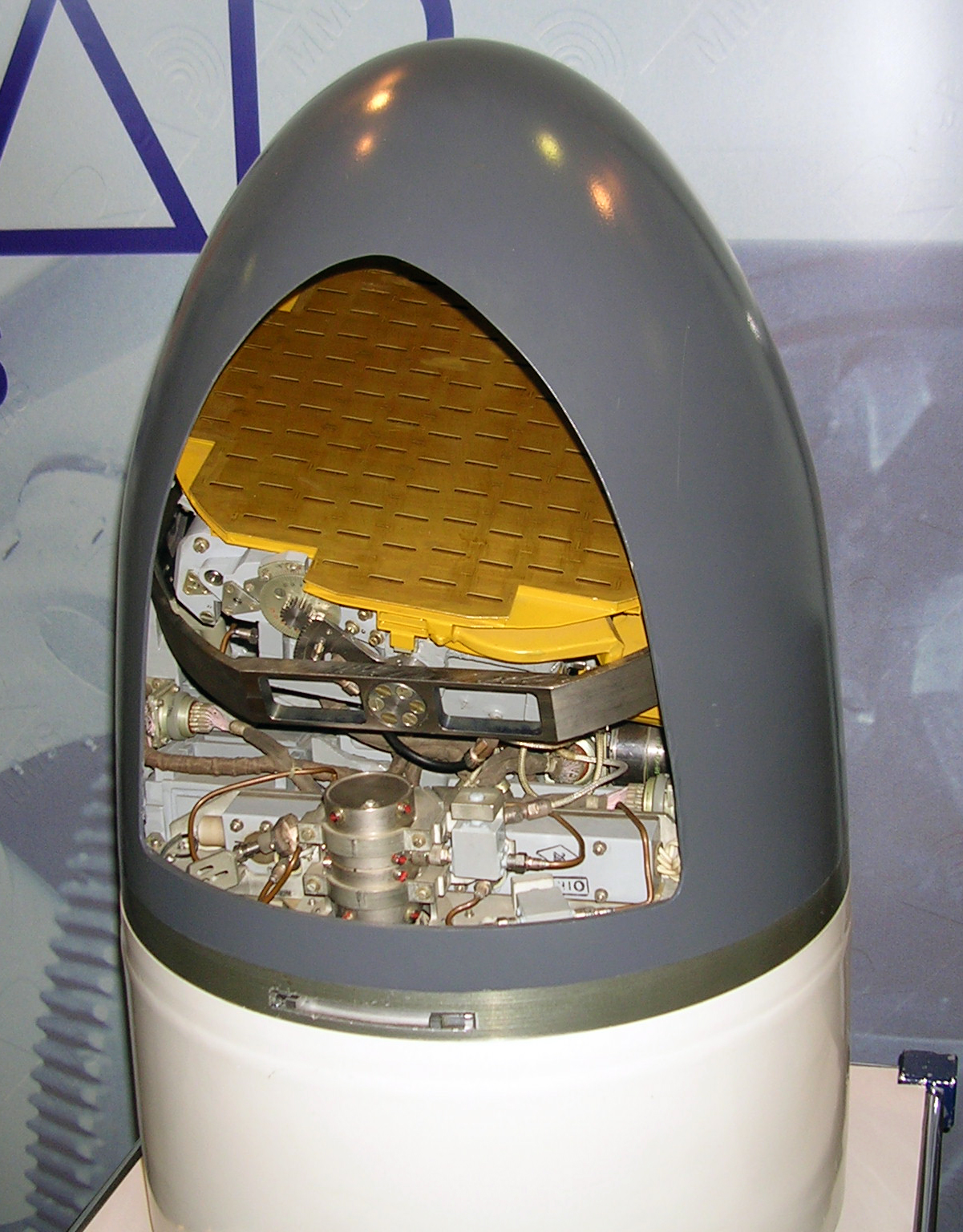
Активна радіолокаційна ГСН ракети Х-35Е.

Система наведення, при якій ракета орієнтується на відбитий ціллю радіолокаційний сигнал, генерований бортовою РЛС. Перші активні радіолокаційні ГСН могли виявляти лише відносно великі радіоконтрастні цілі, наприклад, кораблі, тому насамперед знайшли застосування на протикорабельних ракетах. Прогрес у розробці малогабаритних високочастотних РЛС дозволив створювати ракети з малогабаритною РЛС міліметрового діапазону, які можуть розрізняти малорозмірні цілі, наприклад, танки. Однак, дальність дії РЛС ракети залежить від розміру антени, яка обмежена діаметром корпусу, тому ракети з АРЛС ГСН нерідко використовують додаткові методи для зближення з ціллю на дистанцію дії бортової РЛС. До них належать інерційно-корегований метод наведення, напівактивний радіолокаційний або теленаведення.
Використовується на ракетах:
- СРСР К-10С · КСР-2 · КСР-5 · Х-15С · Х-25мА · Х-31А · Х-35 · Х-38МА (Е)
- США AGM-114L[1][2]

#### Напівактивне самонаведення
Напівактивне радіолокаційнеСистема наведення, при якій ракета орієнтується на відбитий ціллю радіолокаційний сигнал, генерований РЛС носія або цілевказівника, в ролі якого найчастіше також виступає літальний апарат. Відокремлено напівактивне радіолокаційне самонаведення використовувалося лише на ранніх протикорабельних ракетах. Останнім часом цей спосіб самонаведення використовується для збільшення дальності пуску ракет з активним радіолокаційним самонаведенням.
Використовується на ракетах:
- СРСР КС Комета
- Велика Британія Sea Skua

Лазерне напівактивне

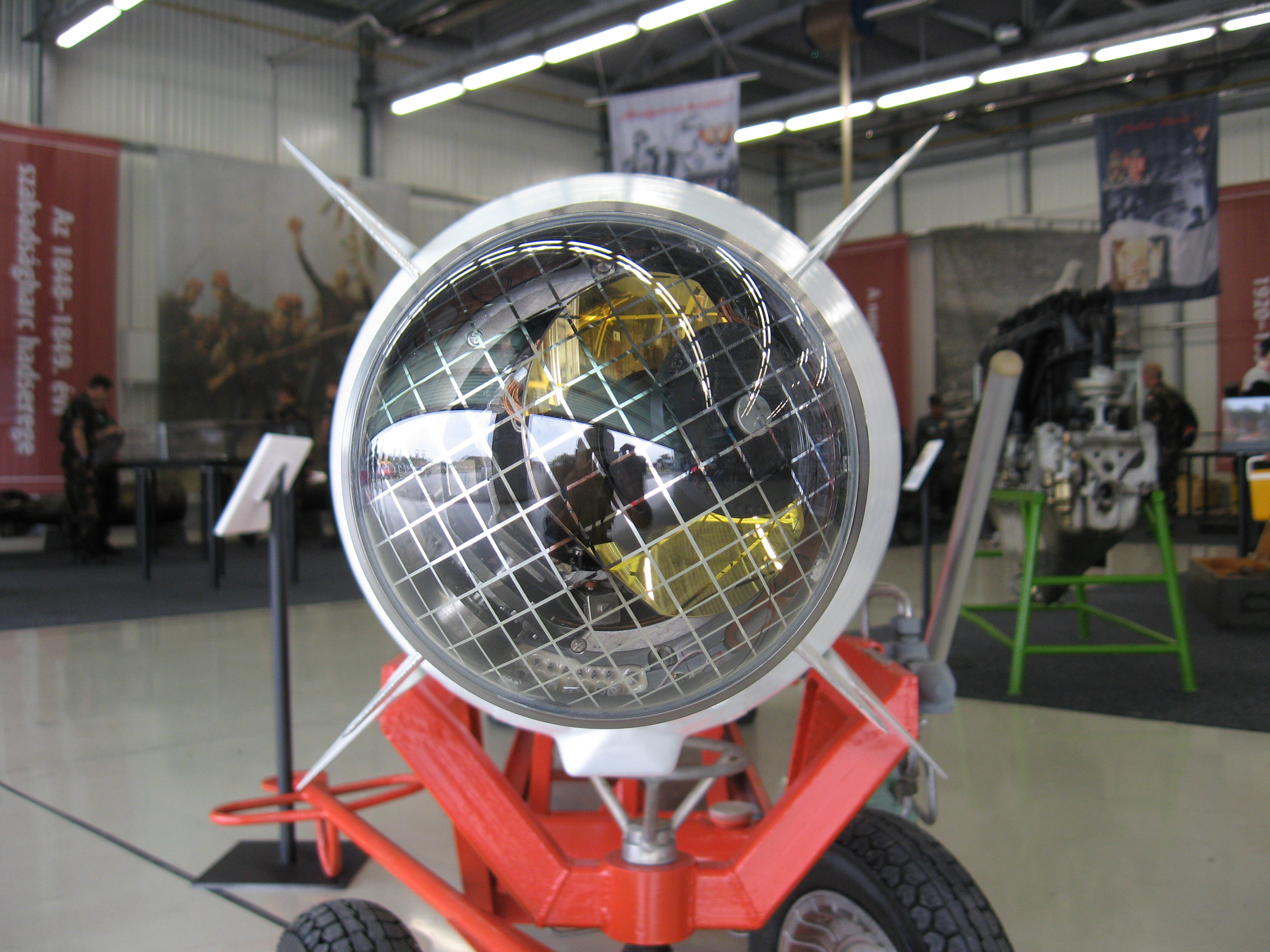
Лазерна напівактивна ГСН ракети Х-29Л.

Системи, в яких головка самонаведення орієнтується на центр відбитої плями лазерного випромінювання з носія або повітряного або наземного авіанавідника. Отримуючи відбиту ціллю лазерну енергію, головка самонаведення визначає кутові координати цілі, на підставі яких система управління ракети відповідно до заданої програми польоту виробляє команди управління рухом. З моменту пуску до знищення цілі лазер повинен утримуватися на цілі оператором наведення. При використанні авіанавідника можлива стрільба по цілі, яка не спостерігається з носія, в цьому випадку захоплення цілі можливе на траєкторії польоту ракети.
Перевагою напівактивної лазерної системи наведення є висока точність попадання ракети в ціль, що дозволяє вражати поодинокі маневрені малорозмірні об'єкти. До недоліків відноситься залежність від погодних умов, а також складу та забрудненості атмосфери. Особливість системи вимагає постійного підсвітлення цілі лазером, тому літак-носій обмежений у маневрі після пуску ракети або потрібне використання наземного авіанавідника або іншого літака, який здійснюватиме цілевказування.
Використовується на ракетах:
- СРСР С-25Л · Х-25МЛ · Х-29Л · Х-38мл (Е)
- США AGM-65E · AGM-114A/B/C/F/K
- Франція AS.30L

#### Пасивне самонаведення
Телевізійне

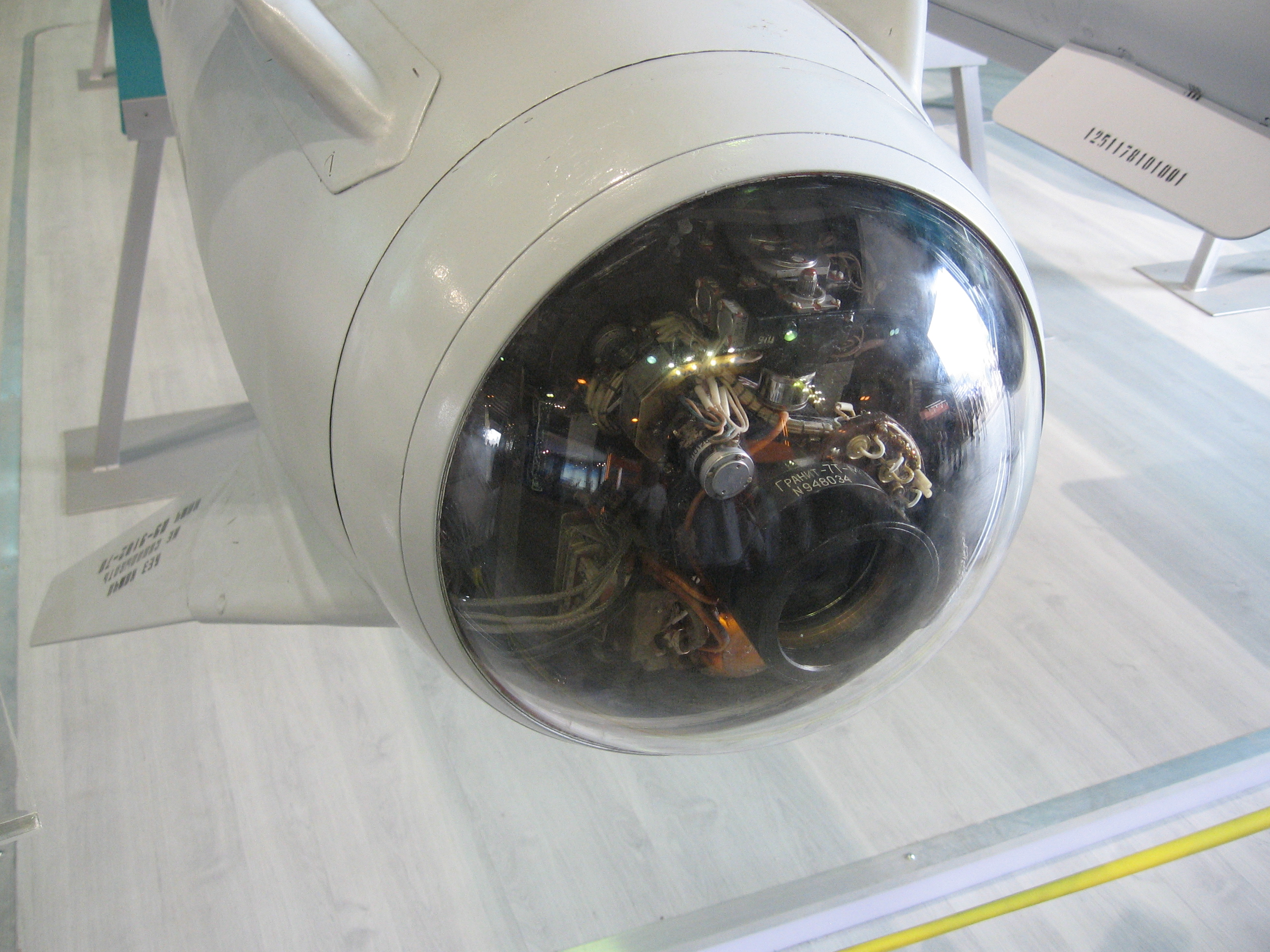
Телевізійна ГСН ракети Х-59.

Системи, в яких головка самонаведення орієнтується на світлоконстрастний темний або світлий щодо навколишнього фону край цілі. Причому лінія контрасту може формуватися не лише контрастним кольором на загальному тлі, але і падаючими сонячними променями та тінями. Після прицілювання зображення цілі фіксується в пам'яті ракети і в міру наближення до цілі, автоматично оновлюється. Основним елементом телевізійної ГСН є чорно-біла оптико-електронна телекамера. На радянських ракетах використовувалася аналогова телекамера з телевізійним стандартом 625 рядків на 550 ліній, в сучасних телевізійних ГСН використовується ПЗС-матриця. Телевізійне самонаведення є пасивним, що дозволяє робити атаку прихованою від противника.
Перевагою телевізійної системи наведення є висока точність попадання ракети в ціль, що дозволяє вражати поодинокі маневрені малорозмірні об'єкти. До того ж, телевізійна система після пуску є автономною, тому ніяк не обмежує носій в маневрі, що реалізує принцип «вистрілив-забув». До недоліків відноситься сильна залежність від погодних умов, а також складу та забрудненості атмосфери. Телевізійна система самонаведення ефективно працює лише при яскравому контрастному світлі.
Використовується на ракетах:
- СРСР Х-25МТ · Х-29Т (Е)
- США AGM-65A/B · AGM-65H/K (ПЗС-матриця 480 ×480 px)

ТепловізійнеУ цілому аналогічна телевізійній системі самонаведення, лише працює не в панхроматичному, а в інфрачервоному діапазоні довжин хвиль. Іноді тепловізійні системи самонаведення ракет «повітря — поверхня» плутають з інфрачервоною системою наведення ракет «повітря — повітря», проте ці системи мають принципову відмінність. Спочатку тепловізійна система ракети «повітря — поверхня» формувала зображення цілі, на відміну від ІЧГСН ракети «повітря — повітря», яка наводилася на теплову пляму. Сучасні інфрачервоні системи самонаведення обох типів ракет принципових відмінностей не мають — обидві формують зображення цілі за допомогою камери на базі матриці ПЗС.
Переваги та недоліки аналогічні телевізійній системі наведення. Однак, тепловізійна система самонаведення може працювати при низькій освітленості та вночі.
Використовується на ракетах:
- СРСР Х-25МТП · Х-29ТД · Х-38МТ (Е)
- США AGM-65D/F/G

Пасивне радіолокаційне

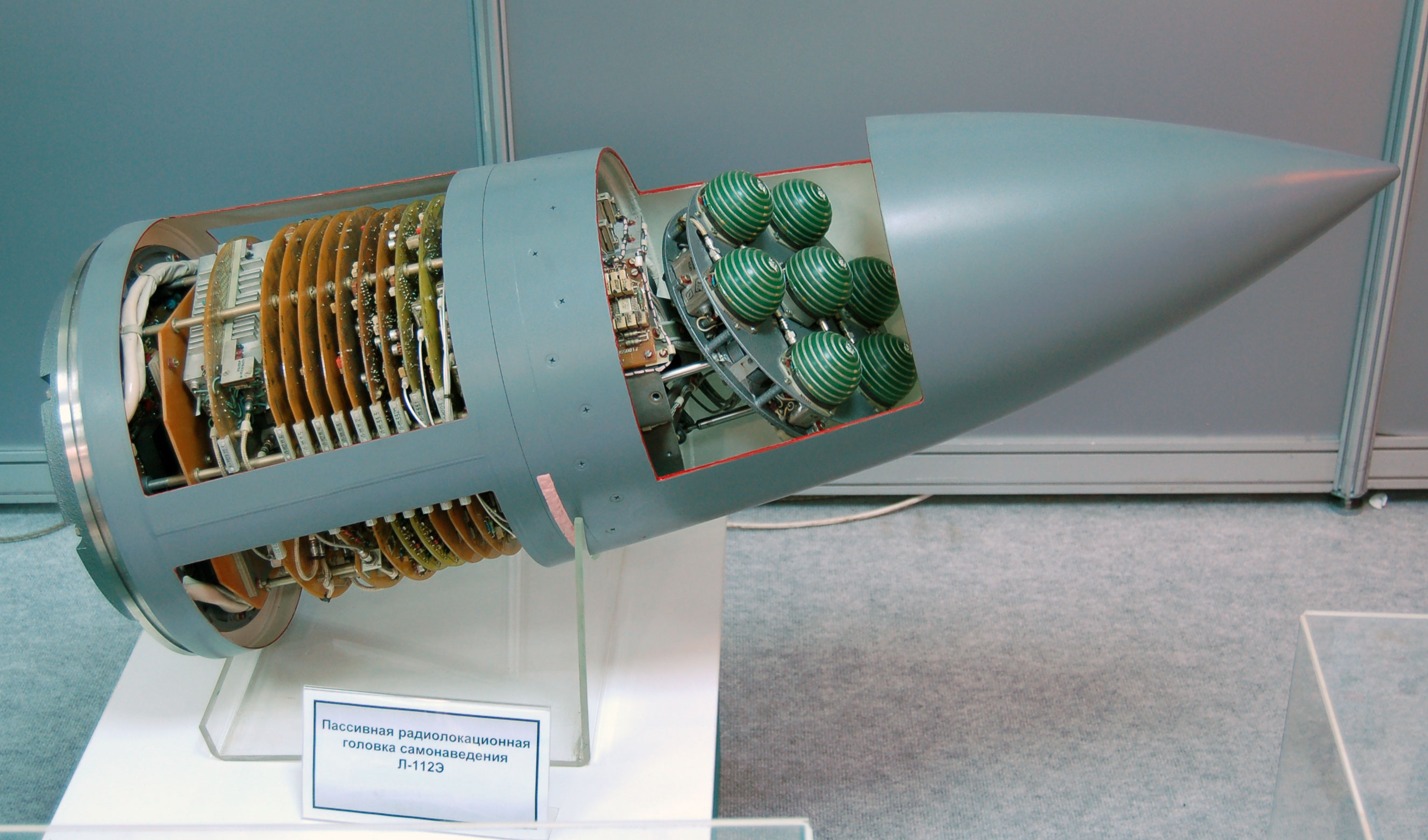
Пасивна радіолокаційна ГСН ракети Х-31П.

Система наведення, при якій ракета орієнтується на генерований ціллю радіо сигнал. Пасивні радіолокаційні ГСН забезпечують пеленгаційне наведення у всіх радіо частотних діапазонах. вони наводяться не лише на основний промінь РЛС, але і на бічні пелюстки діаграми спрямованості антени. Перші ракети з ПРЛС ГСН втрачали ціль при виключенні джерела радіовипромінювання або повороті спрямованого радіопроменя антени РЛС від ракети, що до неї летить. Сучасні пасивні радіолокаційні системи наведення мають функцію «запам'ятовування» місця розташування джерела, а також здатні перенацілюватися на небезпечніші для літака-носія джерела радіовипромінювання, такі як РЛС підсвітки цілі.
Використовується на ракетах:
- СРСР КСР-11 · Х-15П · Х-25МП/МПУ · Х-27ПС · Х-28 · Х-31П · Х-58
- США AGM-45 · AGM-88

### Автономне
Системи, що видають команди управління ракетою на основі закладеної на борту програми. Зазвичай, використовуються на ракетах для ударів по стаціонарним цілям або в комбінації з іншими системами наведення.
Інерційні (англ. Inertial)

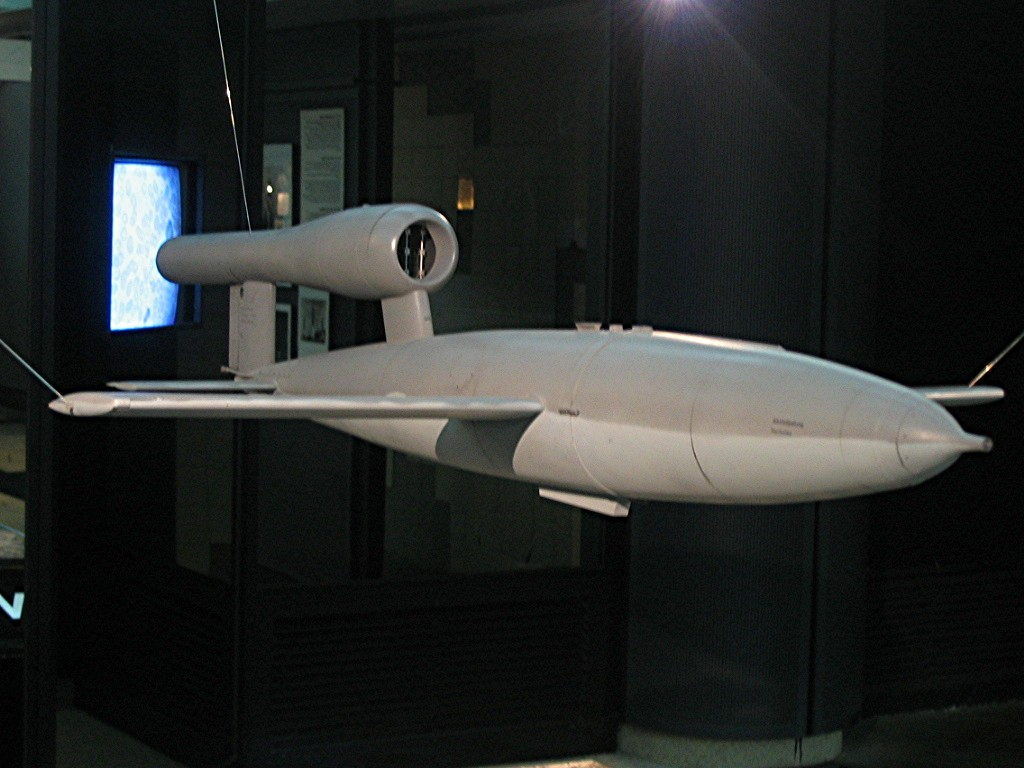
Перша ракета з інерціальною системою наведення Fi 103

Системи, в яких параметри польоту ракети визначаються способами, що базуються на властивості інерції тіл. На відміну від інших систем наведення, ця повністю автономна, їй не потрібно ніяких зовнішніх джерел інформації або орієнтирів. Встановлені на борту датчики визначають прискорення ракети, що летить, на підставі якого розраховують її швидкість, траєкторію, координати, а також дані для корекції польоту. Перша стратегічна крилата ракета Fi 103 була оснащена найпростішою інерціальною системою, що дозволяє лише підтримувати прямолінійний політ і в розрахунковий час переводити ракету в піке. Сучасні інерціальні системи включають акселерометри для вимірювання прискорень ракети, гіроскопи для визначення кутів тангажа, рискання та крену, блок часу, блок початкової інформації про параметри руху і координати ракети під час старту та обчислювальну систему для розрахунку поточних координат та параметрів руху ракети на підставі даних вищеперелічених блоків.
Перевагами інерціальної системи є повна автономність та абсолютна перешкодозахищеність. Основним недоліком є поступове накопичення помилки визначення поточних координат та параметрів руху, який частково вирішується корекцією системи.
Використовується на ракетах:
- Німеччина Fi 103
- СРСР Х-15
- США AGM-69

Іінерціально-корегованіІнерціальні системи з можливістю корекції накопиченої помилки визначення координат та параметрів руху за допомогою зовнішніх джерел інформації. Нерідко методи корекції використовують комбіновано, підвищуючи точність системи.
- Корекція навігаційною апаратурою споживача глобальної навігаційної супутникової системи (ГНСС) (або супутникова корекція) — корекція, що виконується за даними приймача однією із систем супутникової навігації (GPS) або їх комбінації. Сучасні ракети можуть використовувати дані систем NAVSTAR, ГЛОНАСС, Galileo та інших. Система наведення порівнює розраховані інерціальною системою координати з отриманими приймачем та обчислює поточну помилку для її корекції. Ця система корекції вразлива через можливі радіоелектронні перешкоди противника, а також через можливість знищення самих навігаційних супутників, тому на стратегічних крилатих ракетах вона комбінується з іншими системами корекції. Система використовується на ракетах:
  - СРСР Х-101 (ГЛОНАСС)
  - США AGM-86C (NAVSTAR)
- Рельєфометрична екстремально-кореляційна система корекції (або корекція за рельєфом місцевості) (англ. Terrain Contour Matching (TERCOM)) — корекція, що виконується за результатами порівняння еталонного профілю рельєфу з рельєфом, над яким пролітає ракета в поточний момент. До пуску на борт ракети завантажують карту рельєфу уздовж маршруту польоту. Під час корекції висотомір формує безперервний потік даних про висоту польоту у вигляді послідовності перевищень та знижень, яка «шукається» на карті, причому порівнюються саме послідовності відносних висот, а не абсолютні значення. Після виявлення збігу система управління ракети отримує точні координати маршруту під час корекції і може розрахувати величину накопиченої помилки, щоб провести корекцію траєкторії. Ранні системи корекції за рельєфом місцевості не дозволяли завантажувати карти рельєфу на весь маршрут через обмеження пам'яті, тому в систему управління завантажували карти окремих зон. Їх розміри вибирали таким чином, щоб при максимальному значенні вірогідної помилки ракета гарантовано пролітала над зоною корекції. Між ними ракета летіла лише за допомогою інерціальної навігаційної системи. Пізніше з'явився вдосконалений варіант — англ. Terrain Profile Matching (TERPROM), який здатен безперервно відстежувати місце розташування ракети. У систему завантажують цифрову карту місцевості уздовж маршруту, на базі якої «передбачається» поточне значення висоти. Потім розраховане значення порівнюється з отриманими від висотоміра істинним значенням. Різниця використовується для оцінки поточної помилки навігаційної системи та її корекції.[3] Точність системи залежить від кількості та розмірів елементарних ділянок місцевості, над якими вимірюється висота польоту. Що менший розмір ділянок та більша їх кількість в одній послідовності, то вища точність системи, також точність залежить від похибки вимірювання висоти. У сучасних ракетах замість радіовисотоміра використовують лазерний далекомір, що покращує точність системи. Уздовж маршруту польоту над морем замість карт рельєфу використовують карти магнітних полів. Система використовується на ракетах:
  - СРСР Х-55 · Х-65
  - США AGM-86B · AGM-129 (лазерна)
- Оптико-електронна екстремально-кореляційний система корекції (англ. Digital Scene-Mapping Area Correlator(DSMAC)) — корекція, що виконується за результатами порівняння еталонного зображення місцевості із зображенням, отриманим оптико-електронною камерою ракети. Принципово не відрізняється від корекції за рельєфом місцевості. До пуску на борт ракети завантажуються зображення місцевості уздовж маршруту польоту ракети, району цілі, а також самої цілі. Під час польоту встановлена на борту камера робить знімки місцевості, які «шукаються» на еталонних зображеннях. Після виявлення збігу, система управління ракети отримує точні координати на момент знімання і може розрахувати величину накопиченої помилки, щоб провести корекцію траєкторії. Зазвичай, цей вид корекції використовується на заключному ділянці польоту в районі цілі. Система використовується на ракетах:
  - СРСР Х-55ОК · Х-101
  - США AGM-86C

### Комбіновані
Системи, в яких поєднуються, як елементи вищеописані системи управління. Зазвичай, на початковому та середній ділянках траєкторії польоту ракети використовують автономне та теленаведення, на кінцевій ділянці — самонаведення.

## Двигуни
Ракети «повітря — поверхня» оснащуються реактивними двигунами, тобто двигунами, що створюють необхідну для руху ракети силу тяги за допомогою перетворення теплової енергії палива в кінетичну енергію реактивного струменя робочого тіла. Розрізняють два основні класи реактивних двигунів — ракетні (у яких паливо та окислювач знаходяться на борту ракети) та повітряно-реактивні (у яких як окислювач використовується повітря). Двигуни характеризують рядом параметрів:
- питома тяга — відношення створюваної двигуном тяги до масової витрати палива;
- питома тяга за вагою — відношення тяги двигуна до ваги двигуна.

На відміну від ракетних двигунів, тяга яких не залежить від швидкості руху ракети, тяга повітряно-реактивних двигунів (ПРД) сильно залежить від параметрів польоту — висоти та швидкості. Поки не вдалося створити універсальний ПРД, тому ці двигуни розраховуються під певний діапазон робочих висот та швидкостей. Зазвичай, розгін ракети з ПРД до робочого діапазону швидкостей здійснюється самим носієм або стартовим прискорювачем.
| Характеристика                          | РДТП         | РРД          | ПуПРД   | ТРД         | ППРД  | ГППРД |
| --------------------------------------- | ------------ | ------------ | ------- | ----------- | ----- | ----- |
| Робочий діапазон швидкостей, число Маха | не обмежений | не обмежений | 0.3-0.8 | 0-3         | 1.5-5 | >5    |
| Питома тяга, м/с                        | 2000-3000    | 2000-4000    | ~7000   | 15000-30000 |       |       |
| Питома тяга за вагою                    | немає        | ~100         |         | ~10         |       |       |

### Ракетні двигуни
Твердопаливні ракетні двигуни

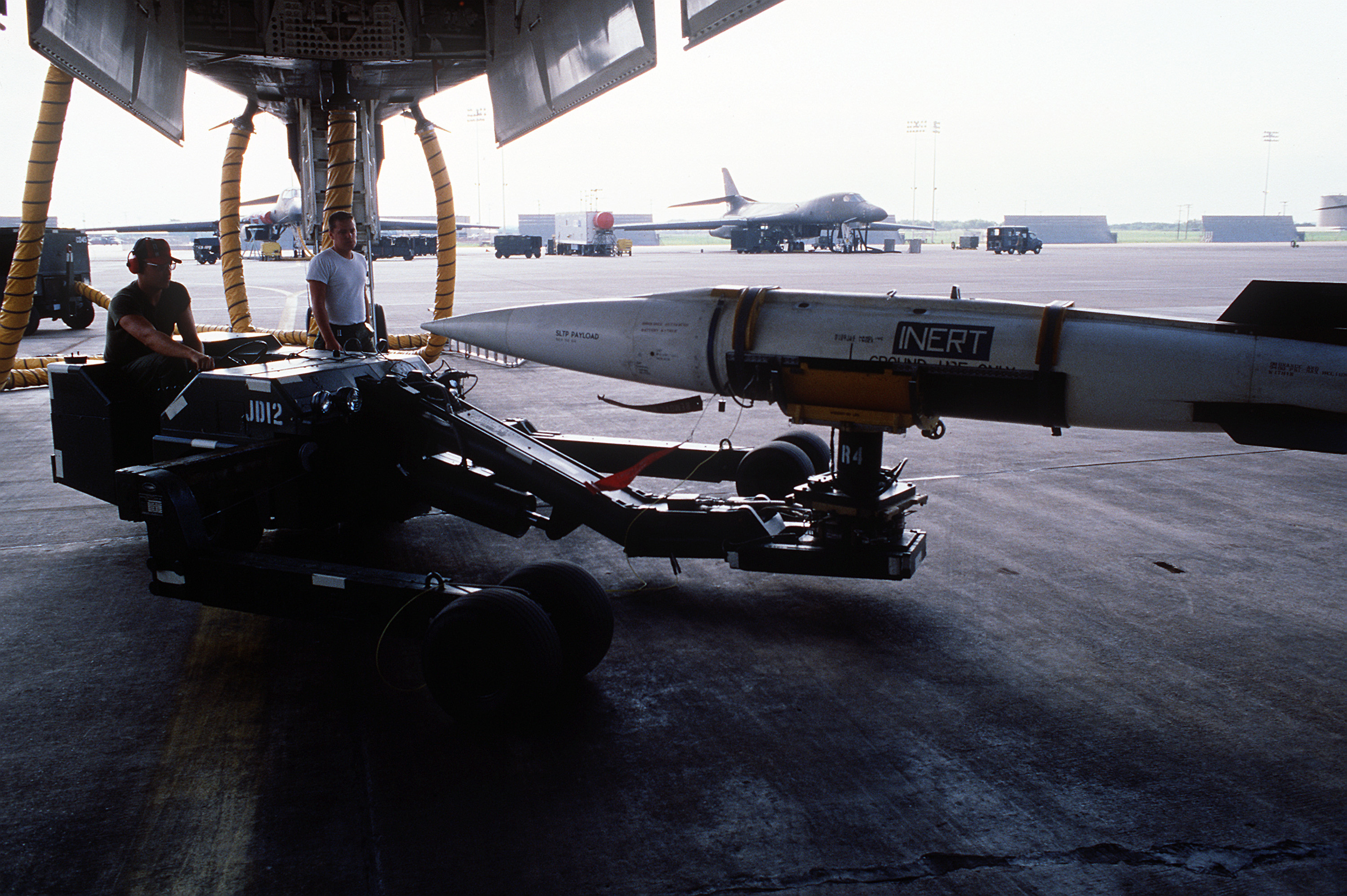
аеробалістична ракета AGM-69 під час завантаження на борт B-1B.

У ракетному двигуні твердого палива (РДТП) використовуються тверде пальне та окислювач. завдяки простоті конструкції цими двигунами оснащувалися перші некеровані авіаційні ракети. Перші ракети «повітря — поверхня» мали великі габарити, тому РДТП програвав ЖРД по масо-габаритним характеристикам через нижчий питомий імпульс (1000—1500м/с проти 1500—2500м/с у першому ЖРД). У міру розвитку цього класу ракет, їх маса і габарити зменшувалися, за умови рівності дальності польоту і маси корисного навантаження, а питомий імпульс твердопаливних ракетних двигунів завдяки використанню сумішевих палив зріс до 2800—2900м/с. У цих умовах висока надійність, можливість довготривалого зберігання та відносна дешевизна цих двигунів привели до їх широкого поширення на ракетах «повітря — поверхня» малої та середньої дальності. Застосування РДТП на ракетах великої дальності можливо при застосуванні аеробалістичної траєкторії польоту.
Представники ракет:
- ПТРК: СРСР: «Вихор» США: AGM-114 «Hellfire»
- ПКР: Ізраїль: «Gabriel» Mk3 Норвегія: «Penguin» Франція: «Екзосет»
- малої та середньої дальності: СРСР: Х-25 · Х-29 · Х-58 США: AGM-65 «Maverick»
- протирадіолокаційні: США: AGM-88 HARM
- з аеробалістичною траєкторією великої дальності: СРСР: Х-15 США: AGM-69 SRAM.

Рідинні ракетні двигуни (РРД) (рос. ЖРД)

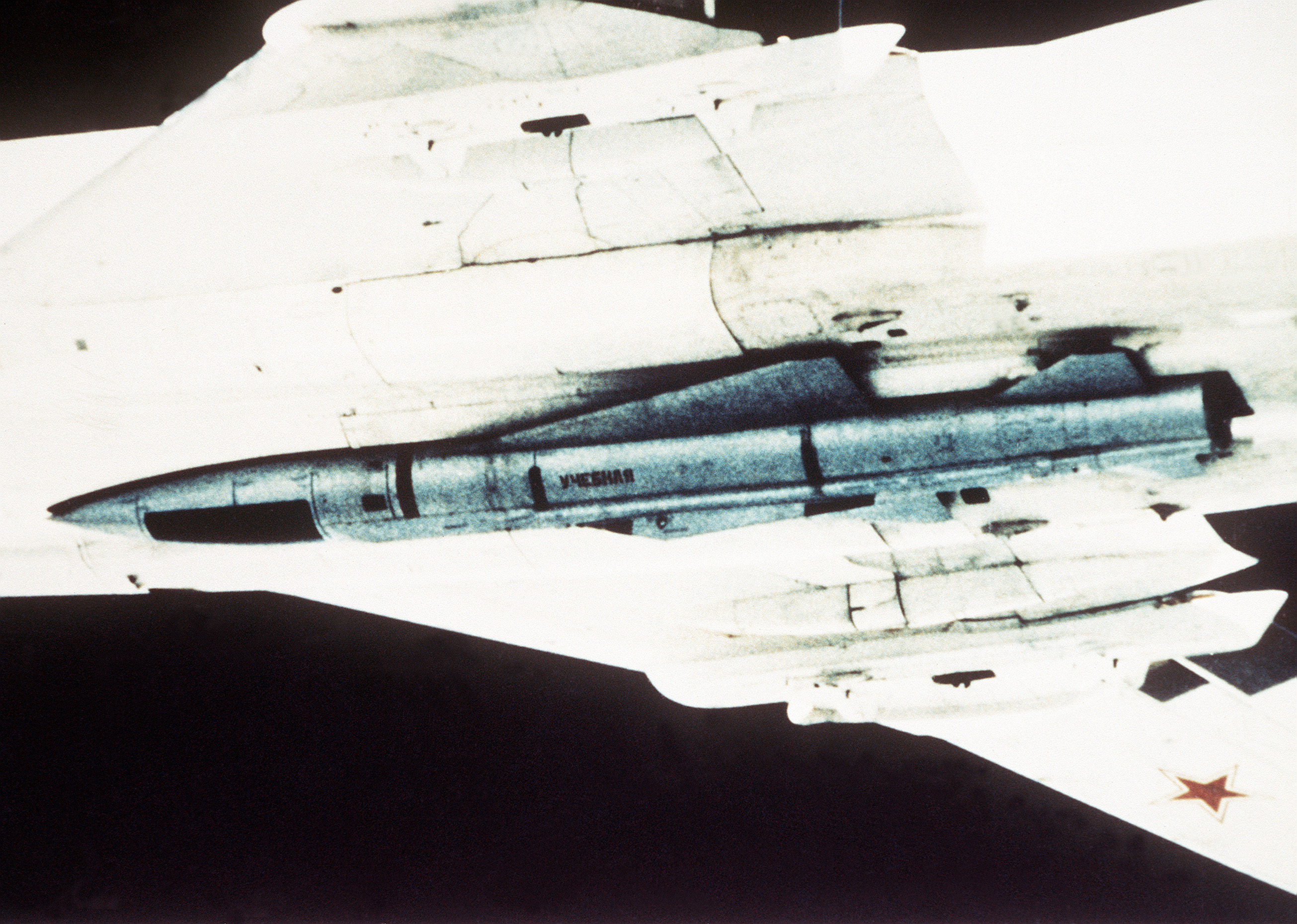
Ракета Х-22 з РРД під фюзеляжем Ту-22М.

У РРД використовуються рідкі паливо та окислювач. В 1940—1950-х роках завдяки відпрацьованій конструкції та вищому, порівняно з РДТП того часу, питомому імпульсу, РРД стали застосовуватися на перших ракетах «повітря — поверхня» середньої та великої дальності. Рідинним двигуном була оснащена найперша керована ракета «повітря — поверхня» — німецька Hs 293. Створення твердопаливних двигунів з високим питомим імпульсом призвело до поступового витіснення рідинних двигунів з ракет «повітря — поверхня» малої дальності. Ефективне застосування рідинних двигунів на ракетах великої дальності можливо лише за використання висотної траєкторії польоту. В 1960-1970-ті роки з'явилися засоби далекої протиповітряної та протиракетної оборони. Тому на ракетах повітря — поверхня стала застосовуватися енергозатратна низьковисотна траєкторія польоту. І замість рідинних ракетних двигунів на ракетах великої дальності стали застосовувати повітряно-реактивні двигуни.
Представники ракет
- Малої та середньої дальності: Німеччина: Hs 293 СРСР: Х-28 США: AGM-12 Bullpup
- Великої дальності: СРСР: КСР-2 · КСР-5 · Х-22 · Х-45

### Повітряно-реактивні двигуни
Пульсуючі реактивні двигуни (англ. Pulse jet)

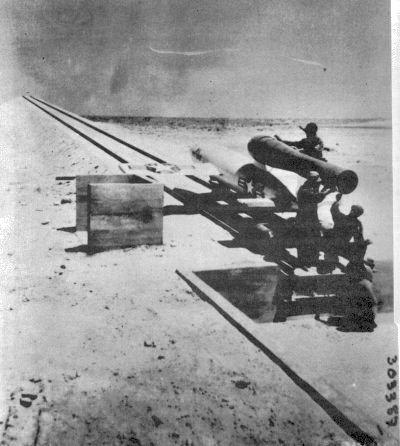
JB-2 з ПуПРД на старті.

В пульсуючому повітряно-реактивному двигуні спалювання паливо-повітряної суміші в камері згоряння здійснюється циклами-пульсаціями. Цей двигун має великий питомий імпульс у порівнянні з ракетними двигунами, але поступається за цим показником турбореактивним двигунам. Суттєвим обмеженням є також те, що цей двигун вимагає розгону до робочої швидкості 100 м/с і його використання обмежене швидкістю порядку 250 м/с.
Пульсуючий двигун відносно простий по конструкції і у виробництві, тому він одним з перших став застосовуватися на ракетах повітря — поверхня. 1944 року Німеччина почала застосування ракет «поверхня — поверхня» великої дальності Fi-103 (ФАУ-1) при бомбардуваннях Великої Британії. після захоплення союзниками стартових майданчиків, німецькі вчені розробили систему повітряного старту даних ракет. Результати цих розробок зацікавили США і СРСР. Було розроблено ряд дослідних та експериментальних зразків. Спочатку основна проблема ракет «повітря — поверхня» полягала в недосконалості інерціальної системи наведення, точність якої вважалася хорошою, якщо ракета з дальності в 150 кілометрів потрапляла в квадрат зі сторонами 3 кілометри. Це призвело до того, що з боєзарядом на основі звичайної вибухової речовини дані ракети мали низьку ефективність, а ядерні заряди в той же час мали ще занадто велику масу (кілька тонн). Коли з'явилися компактні ядерні заряди, вже була відпрацьована конструкція ефективніших турбореактивних двигунів. Тому пульсуючі повітряно-реактивні двигуни не набули широкого поширення.
Представники ракет
- Fi-103
- 10Х · 14х · 16Х
- JB-2

Турбореактивні двигуни (англ. turbojet engine)

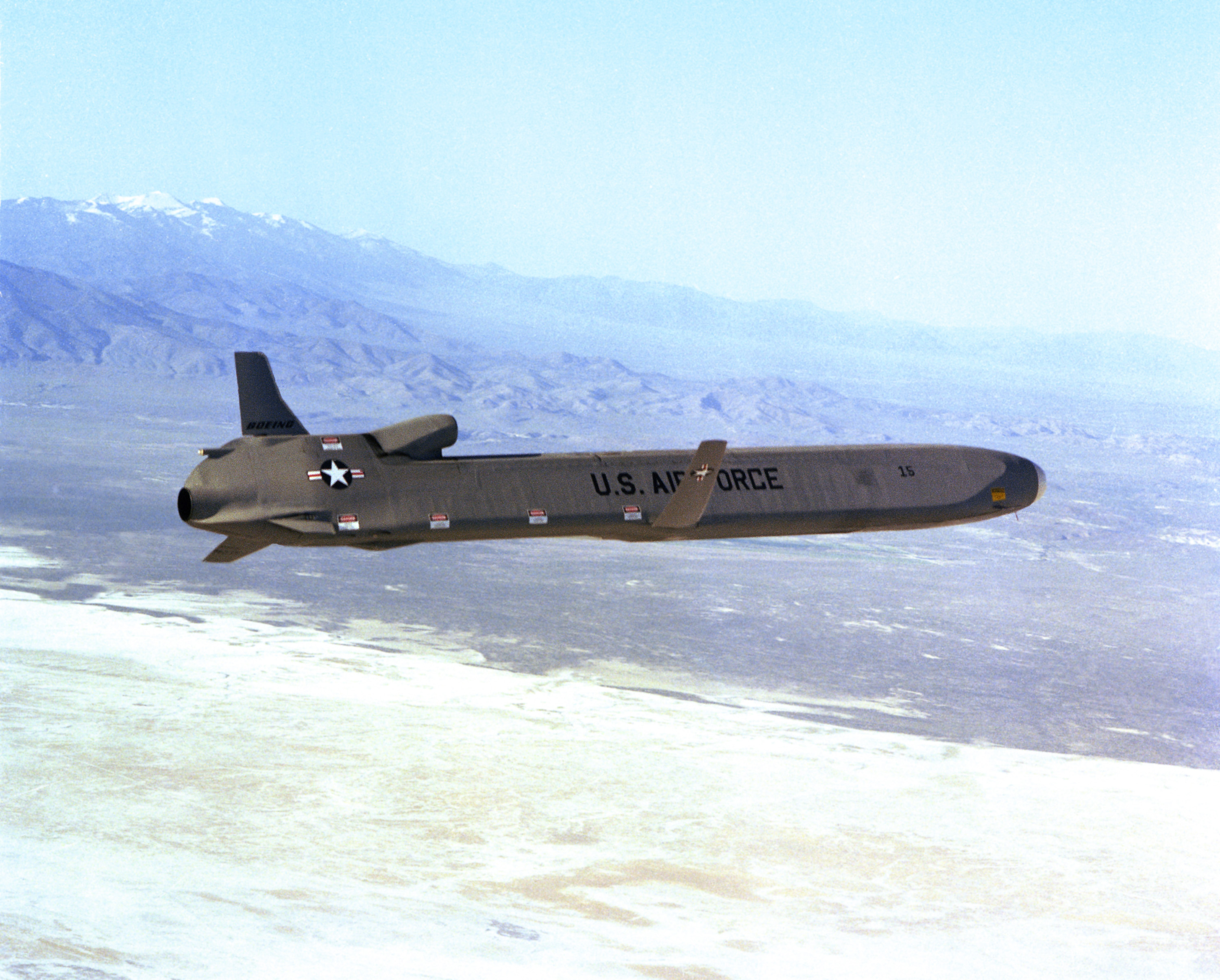
AGM-86 з ТРД у польоті.

Основною відмінністю турбореактивного двигуна від пульсуючого є наявність компресора, що стискає вхідне повітря. Компресор обертається турбіною, яка стоїть за камерою згоряння та працює за рахунок енергії продуктів згоряння. Така конструкція дозволяє ТРД працювати з нульовими швидкостями. При наявності форсажної камери, ці двигуни застосовуються на швидкостях до 3М. Обмеження пов'язане з тим, що на швидкостях в діапазоні 2-3М турбореактивний двигун не має вирішальних переваг порівняно з прямоточним повітряно-реактивним двигуном. Починаючи зі швидкостей 2М більший внесок в тягу починає створювати форсажна камера або спеціально застосовуваний другий контур, за конструкцією схожий з прямоточним двигуном. Перевага надзвукового ТРД порівняно з ППРД проявляється за необхідності розгону з близьконульових швидкостей, що на відміну від ракет «поверхня — поверхня», для ракет «повітря — поверхня» є не настільки важливим. ТРД достатньо складні за конструкцією і в експлуатації, дорожчі, ніж РДТП. Тому найбільше поширення ці двигуни отримали на ракетах середньої та великої дальності.
Представники
- КС-1 Комета · Х-35· Х-55 · Х-65
- AGM-28 · AGM-84 «Гарпун» · AGM-86 · AGM-129 ACM · AGM-158 JASSM[4][5]

Прямоточні повітряно-реактивні двигуни (англ. Ramjet)
Прямоточний повітряно-реактивний двигун (ППРД), конструктивно є найпростішим ПРД. Існують ППРД для дозвукових та надзвукових швидкостей набігаючого потоку. Дозвукові прямоточні двигуни мають занадто низькі характеристики порівняно з ТРД і працездатні при швидкостях набігаючого потоку більше ніж 0,5М. У силу цього вони не набули поширення. У надзвуковому ППРД вхідний пристрій гальмує набігаючий потік повітря до дозвукової швидкості. У камері згоряння відбувається змішання повітря з паливом і його спалювання. Продукти згоряння виходять через сопло. До швидкостей порядку 1,5М ППРД малоефективний, тому на практиці на таких швидкостях не застосовується. Верхня межа швидкості 5М пов'язаний з поняттям теплового бар'єру для конструкції двигуна. При гальмуванні набігаючого потоку, що потрапляє в двигун, він нагрівається. Величину теплових навантажень, що виникають, може дати поняття температури гальмування потоку — це температура, до якої буде нагрітий потік при його гальмуванні до 0 швидкості. На висоті 20 км і швидкості 5М ця величина складе 1730К. Звичайно, повітряний потік не гальмується до 0 і процеси в двигуні набагато складніші (необхідно враховувати процес теплообміну з літальним апаратом та зовнішнім середовищем і т. ін.). Але якщо врахувати підвищення температури в камері згоряння двигуна за рахунок горіння палива, то нагрів виходить вище термічної стійкості матеріалів двигуна. При нагріванні матеріали втрачають свою міцність, тому допустимі температури нагріву для алюмінієвих сплавів складають 400К, для титанових сплавів — 800К, для жароміцних сталей — 900К. На цей момент навіть застосування спеціальних жароміцних сплавів та покриттів не дозволяє створити ППРД для швидкостей набігаючого потоку вище 5М. Найбільшого поширення набули двигуни для швидкостей польоту порядку 2-3М. Конструктивно вони можуть виконуватися на рідкому паливі або на твердому. Рідинний ППРД використовує паливо та систему його вприскування, схожу із застосовуваними на ТРД. У твердопаливному ППРД використовується тверде паливо з компонентів, схожих із вживаними для РДТП. Для ППРД паливо виготовляється з нестачею окислювача. При його згорянні виходять продукти згоряння, які потім, після змішання з повітрям, що поступає зовні, допалюються в камері згоряння.
Представники
- Х-31 · Х-41 «Москіт» · Х-61
- ASMP

Гіперзвукові прямоточні ракетні двигуни (англ. scramjet)

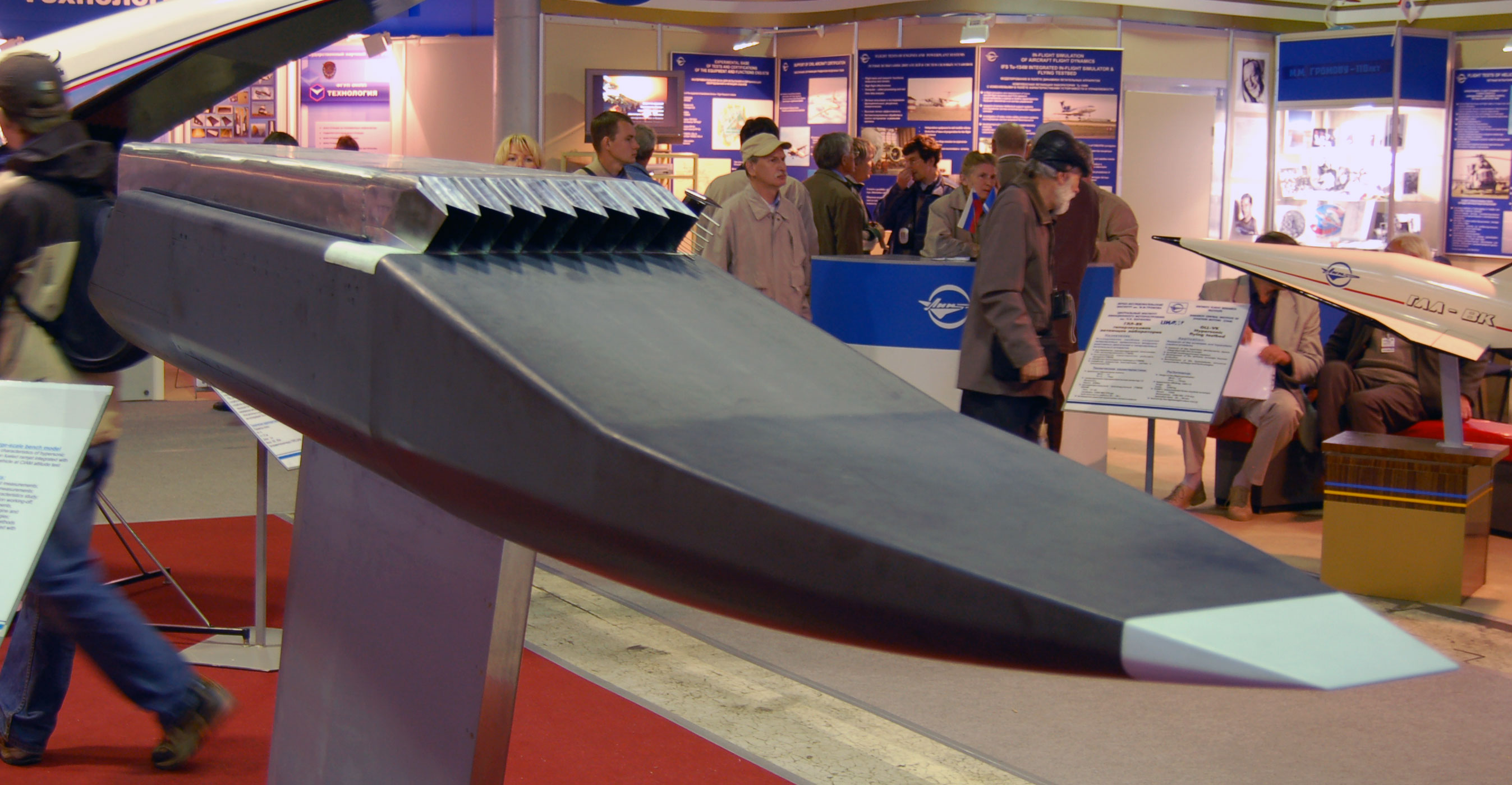
Макет гіперзвукового прямоточного повітряно-реактивного двигуна

Принцип роботи гіперзвукового прямоточного ракетного двигуна (ГППРД), подібний до надзвукового прямоточного двигуна. Основною відмінністю є те, що горіння палива здійснюється не в дозвуковому, а у надзвуковому потоці повітря. Це допомагає вирішити проблему теплового бар'єру, але тягне за собою значне подовження камери згоряння. Одним з варіантів вирішення цієї проблеми є ГППРД із зовнішнім горінням, коли камера згоряння відсутня. У цьому випадку роль вхідного пристрою, камери згоряння та сопла відіграє нижня поверхня літального апарата. Цей тип двигунів є одним з найскладніших в реалізації, але обіцяє величезні перспективи. У СРСР цей тип двигуна існував лише на рівні експериментальних зразків. У США на цей момент ведуться роботи зі створення гіперзвукової ракети Х-51 в рамках програми Prompt Global Strike.
- Х-51

## Список ракет за країною
| Рік  | Країна            | Найменування (код НАТО)     | Зображення                             | Тип наведення                | Довжина, м | Діаметр, м | Розмах крила, м | Маса ракети, кг | Тип бойової частини | Маса бойової частини, кг | Дальність пуску, км | Швидкість польоту, м/с | Висота пуску, км |
| ---- | ----------------- | --------------------------- | -------------------------------------- | ---------------------------- | ---------- | ---------- | --------------- | --------------- | ------------------- | ------------------------ | ------------------- | ---------------------- | ---------------- |
| 1962 | Велика Британія   | Blue Steel                  |                                        | ІНС                          | 10,7       | 1,27       | 4,0             | 7270            | Я                   | 1300                     | 200                 | 3М                     | ?                |
| 1973 | /                 | AJ.168/AS.37/ARMAT          |                                        | ТК/ПРЛ                       | 3,89-4,19  | 0,406      | 1,19            | 535-574         | Пр/ОФ               | 150                      | 137                 | 0,84М                  | ?                |
| 1982 | Велика Британія   | Sea Skua                    |                                        | НАРЛ                         | 2,5        | 0,25       | 0,72            | 147             | Пр                  | 30                       | 15                  | 0,85М                  | ?                |
| 1984 | Велика Британія   | Sea Eagle                   |                                        | АРЛ                          | 4,14       | 0,4        | 1,19            | 599             | Пр                  | 229                      | 328                 | 0,85М                  | ?                |
| 1974 | Німеччина         | AS.34                       |                                        | ІНС + АРЛ                    | 4,4        | 0,344      | 1,0             | 600-630         | Пр                  | 160-220                  | 35-55               | 0,9-0,95М              | ?                |
| 1998 | Європейський Союз | SCALP EG/Storm Shadow       |                                        | ІНС + РСК + ОЕСК             | 5,1        | 0,63       | 2,53            | 1230            | Пр/Кас              | 700                      | 250                 | 292                    | ?                |
| 2010 | Європейський Союз | Trigat/PARS 3/AC 3G         |                                        | ТПВ                          | 1,57       | 0,15       | 0,43            | 48              | К                   | 9                        | 4,5                 | 230                    | ?                |
| 1989 | Ізраїль           | Popeye (AGM-142)            |                                        | ТК + ТВ/ТПВ                  | 4,83       | 0,533      | 1,72            | 1360            | ОФ/Пр               | 350                      | 80                  | ?                      | ?                |
| 1987 | Норвегія          | Penguin (AGM-119)           |                                        | ІНС + ІЧ                     | 3,2        | 0,28       | 1               | 350             | Пр                  | 120                      | 50                  | 290                    | 0,045-9          |
| 2007 | Норвегія          | NSM                         |                                        | ІНС + СП + РСК + ТПВ         | 3,96       | 0,32       | 1,4             | 344             | пр                  | 120                      | 200                 | 0,95М                  | ?                |
| 1953 | /                 | КС-1 Комета (AS-1 «Kennel») |                                        | ІНС + НАРЛ                   | 8,2        | 1,2        | 4,77            | 2760            | Пр                  | 600                      | 130                 | 0,9М                   | ?                |
| 1959 | /                 | Х-20 (AS-3 «Kangaroo»)      | Файл:Kh-20- (AS-3) -missile sketch.svg | ІНС                          | 14,95      | 1,805      | 9,03-9,15       | 11600           | Я                   | 2300-2500                | 260-450             | 600                    | до 20            |
| 1961 | /                 | К-10С, (AS-2 «Kipper»)      |                                        | ІНС + АРЛ                    | 9,75       | 1          | 4,18            | 4533            | Я                   | 940                      | 110                 | 420                    | 1,5-11           |
| 1961 | /                 | КСР-2 (AS-5 «Kelt»)         |                                        | ІНС + АРЛ                    | 8,59-8,65  | 1,0-1,22   | 4,6             | 4770            | Я/Ф                 | 684                      | 170-220             | 0,9-1,2М               | 1,5-10           |
| 1962 | /                 | КСР-11 (AS-5B «Kelt»)       |                                        | ІНС + ПРЛ                    | 8,59-8,65  | 1,0        | 4,6             | 4080            | Я/ОФ                | 1000                     | 180-220             | 1,2М                   | 4-11             |
| 1968 | /                 | Х-22 (AS-4 «Kitchen»)       |                                        | ІНС + РСК/АРЛ/ПРЛ            | 11,67      | 0,9        | 3,0             | 5,78            | Я/ОФ                | 1000                     | 600                 | 3,5-4,6М               | до 12            |
| 1968 | /                 | Х-66 (AS-7 «Kerry»)         |                                        | РП                           | 3,63       | 0,275      | 0,785           | 290             | К + ОФ              | 103                      | 8-10                | 750-800                | ?                |
| 1969 | /                 | КСР-5 (AS-6 «Kingfish»)     |                                        | ІНС + АРЛ/ПРЛ                | 10         | 0,9        | 2,5             | 4000            | Я/Ф                 | 1000                     | 300-700             | 3,5М                   | 0,5-11           |
| 1972 | /                 | 9М17 «Фаланга»              |                                        | РК                           | 1,16       | 0,142      | 0,68            | 31,5            | К                   | 7                        | 4                   | 230                    | ?                |
| 1973 | /                 | Х-28 (AS-9 «Kyle»)          |                                        | ПРЛ                          | 6          | 0,45       | 2               | 690             | Я/ОФ                | 140                      | 70                  | 800                    | 0,2-11           |
| 1974 | /                 | Х-23 (AS-7 «Kerry»)         |                                        | РК                           | 3,59       | 0,275      | 0,785           | 289             | К + ОФ              | 111                      | 10                  | 750-800                | 0,1-5            |
| 1976 | /                 | Х-25 (AS-10 «Karen»)        |                                        | Л                            | 3,83       | 0,275      | 0,785           | 300             | ОФ                  | 112+25                   | 3-7                 | 850                    | ?                |
| 1976 | /                 | 9М114 «Штурм-»              |                                        | РК                           | 1,83       | 0,13       | -               | 35,4            | К/Ф                 | 6                        | 5                   | 530                    | ?                |
| 1978 | /                 | Х-58 (AS-11 «Kilter»)       |                                        | ПРЛ                          | 4,8        | 0,38       | 1,17            | 640             | ОФ                  | 150                      | 250                 | 1195                   | ?                |
| 1979 | /                 | С-25Л                       |                                        | Л                            | 4,038      | 0,34/0,26  | 1,17            | 397             | ОФ                  | 155                      | 7                   | 500                    | ?                |
| 1980 | /                 | Х-27ПС (AS-12 «Kegler»)     |                                        | ПРЛ                          | 4,194      | 0,275      | 0,755           | 301             | ОФ                  | 90,6                     | 40                  | 880                    | 0,1-15           |
| 1980 | /                 | Х-29 (AS-14 «Kedge»)        |                                        | Л/ТПВ/ПРЛ                    | 3,9        | 0,38       | 1,1             | 657-690         | Пр                  | 317                      | 30                  | 720                    | 0,2-10           |
| 1981 | /                 | Х-25М (AS-10 «Karen»)       |                                        | Л/РК/ТПВ/ПРЛ                 | 3,7-4,3    | 0,275      | 0,755           | 300             | ОФ                  | 90,6                     | 10-40               | 800-900                | ?                |
| 1981 | /                 | Х-59 (AS-13 «Kingbolt»)     |                                        | ІНС + ТК + ТВ                | 5,368      | 0,38       | 1,26            | 760             | Пр                  | 147                      | 40                  | 285                    | 0,1-5            |
| 1983 | /                 | Х-15 (AS-16 «Kickback»)     |                                        | ІНС/ПРЛ/АРЛ                  | 4,78       | 0,455      | 0,92            | 1200            | Я/ОФ/Пр             | 150                      | 150-300             | 5М                     | 0,3-22           |
| 1984 | /                 | Х-55 (AS-15 «Kent»)         |                                        | ІНС + РСК                    | 7,1        | 0,51       | 3,1             | 1500            | Я/ОФ                | 350-410                  | 2500-3500           | 260                    | 0,02-12          |
| 1992 | /                 | 9К121 «Вихор»               |                                        | ЛП                           | 2,75       | 0,13       | 0,24            | 45              | К + ОФ              | 12                       | 10                  | 600                    | 0,005-4          |
| —    | /                 | 9М120 «Атака-»              |                                        | РК                           | 2,1        | 0,13       | 0,3             | 49,5            | К/ОФ                | 7                        | 8                   | 500                    | 0-4              |
| ?    | Росія             | Х-31 (AS-17 «Krypton»)      |                                        | ІНС + АРЛ/ПРЛ                | 4,7        | 0,36       | 0,78            | 600             | Пр                  | 90                       | 110                 | 1000                   | 0,05-15          |
| ?    | Росія             | Х-35 (AS-20 «Kayak»)        |                                        | ІНС + АРЛ                    | 4,4        | 0,42       | 0,93            | 630             | Пр                  | 350                      | 130                 | 300                    | ?                |
| —    | Росія             | Х-38                        |                                        | ІНС + СП/Л/ТПВ/АРЛ           | 4,2        | 0,31       | 1,14            | 520             | ОФ/Пр/Кас           | 250                      | 40                  | 2,2М                   | 0,2-12           |
| ?    | /                 | Х-41                        |                                        | ІНС + АРЛ                    | 9,385      | 0,76       | 2,1             | 3950-4450       | Пр                  | 320                      | 90-250              | 2,8М                   | до 12            |
| ?    | /                 | Х-59М (AS-18 «Kazoo»)       |                                        | ІНС + ТК + ТВ                | 5,69       | 0,38       | 1,26            | 920             | Пр/Кас              | 320                      | 120                 | 280                    | 0,1-5            |
| —    | Росія             | Х-61                        |                                        | ІНС + АРЛ                    | 6,1        | ?          | 1,7             | 2500            | Пр                  | 250                      | 300                 | 2,6М                   | ?                |
| —    | Росія             | Х-90 (AS-19 «Koala»)        |                                        | ІНС                          | 8-9        | ?          | 6,7             | ?               | Я                   | ?                        | 3000-3500           | 4-5М                   | ?                |
| —    | Росія             | Х-101                       |                                        | ІНС + СП + ОЕСК              | ?          | ?          | ?               | 2200-2400       | Я/ОФ                | 400                      | 5000-5500           | 250-270                | 0,2-12           |
| 1957 | США               | GAM-63                      |                                        | ІНС                          | 9,74       | 1,22       | 5,09            | 6120            | Я                   | 200                      | 160                 | 1,6М                   | ?                |
| 1959 | США               | AGM-12                      |                                        | РК                           | 3,2-4,14   | 0,3-0,46   | 0,94-1,22       | 259-810         | ОФ/Я                | 113-453                  | 16                  | 1,8М                   | ?                |
| 1960 | США               | AGM-28                      |                                        | ІНС                          | 12,95      | 0,73       | 3,7             | 4603            | Я                   | 790                      | 1263                | 2,1М                   | ?                |
| 1965 | США               | AGM-45                      |                                        | ПРЛ                          | 3,05       | 0,203      | 0,914           | 177             | ОФ                  | 67,5                     | 40                  | 2,0М                   | ?                |
| 1968 | США               | AGM-78                      |                                        | ПРЛ                          | 4,57       | 0,343      | 1,08            | 620             | ОФ                  | 97                       | 90                  | 2,5М                   | ?                |
| 1969 | США               | BGM-71                      |                                        | РК                           | 1,17       | 0,152      | 0,46            | 18,9-22,6       | К                   | 3,9-5,9                  | 3-4                 | 300                    | ?                |
| 1972 | США               | AGM-65                      |                                        | ТВ/Л/ТПВ                     | 2,49       | 0,3        | 0,719           | 209-304         | К/Пр                | 57-136                   | 27                  | 320                    | ?                |
| 1972 | США               | AGM-69                      |                                        | ІНС                          | 4,27       | 0,45       | 0,76            | 1010            | Я                   | 124,7                    | 160                 | 3,5М                   | ?                |
| 1979 | США               | AGM-84                      |                                        | ІНС + АРЛ/ІНС + СП + ТК + ІЧ | 3,84-4,49  | 0,34       | 0,914-2,43      | 519-725         | К                   | 221-360                  | 185-280             | 0,85М                  | ?                |
| 1981 | США               | AGM-86                      |                                        | ІНС + РСК + СП               | 6,2        | 0,63       | 3,65            | 1450-1950       | Я/ОФ/Кас            | 123-900                  | 1200-2780           | 225-330                | ?                |
| 1983 | США               | AGM-88                      |                                        | ПРЛ                          | 4,17       | 0,254      | 1,12            | 360             | ОФ                  | 66                       | 150                 | 2,0М                   | ?                |
| 1984 | США               | AGM-122                     |                                        | ПРЛ                          | 2,87       | 0,127      | 063             | 88              | ОФ                  | 11                       | 16,5                | 2,3М                   | ?                |
| 1985 | США               | AGM-114                     |                                        | Л/АРЛ                        | 1,63-1,8   | 0,178      | 0,362           | 45,7-50         | К/ОФ                | 8                        | 8                   | 1,3М                   | ?                |
| 1985 | США               | AGM-123                     |                                        | Л                            | 4,27       | 0,356      | 1,6             | 580             | ОФ                  | 450                      | 25                  | 305                    | ?                |
| 1990 | США               | AGM-129                     |                                        | ІНС + РСК                    | 6,35       | 0,705      | 3,1             | 1334            | Я                   | 123                      | 3700                | 225                    | ?                |
| 1994 | США               | AGM-130                     |                                        | ТВ/ТПВ                       | 3,92       | 0,46       | 1,5             | 1320            | ОФ/Пр/Кас           | 906                      | 65                  | ?                      | ?                |
| 1998 | США               | AGM-158                     |                                        | ІНС + СП + ТПВ               | 4,27       | 0,55       | 2,4             | 1020            | Пр/Кас              | 450                      | 370-1000            | ?                      | ?                |
| 1956 | Франція           | AS.11 (AGM-22)              |                                        | РК                           | 1,21       | 0,164      | 0,5             | 30              | К                   | 6,8                      | 3                   | 190                    | ?                |
| 1960 | Франція           | AS.12                       |                                        | РК                           | 1,87       | 0,18       | 0,65            | 75              | Пр/К/ОФ             | 28                       | 6                   | 177                    | ?                |
| 1964 | Франція           | AS.30                       |                                        | РК/Л                         | 3,65       | 0,342      | 1,0             | 520             | Пр                  | 240                      | 10                  | 450                    | ?                |
| 1974 | /                 | HOT                         |                                        | РК                           | 1,27       | 0,15       | ?               | 33              | К                   | 6,5                      | 4                   | 250                    | ?                |
| 1979 | Франція           | AM.39                       |                                        | ІНС + АРЛ                    | 4,69       | 0,348      | 1,1             | 655             | Пр                  | 165                      | 70                  | 0,93М                  | ?                |
| 1984 | Франція           | AS.15TT                     |                                        | РК                           | 2,3        | 0,187      | 0,564           | 100             | Пр                  | 30                       | 17                  | 280                    | ?                |
| 1986 | Франція           | ASMP                        |                                        | ІНС                          | 5,38       | 0,3        | 0,96            | 840             | Я                   | 200                      | 250                 | 3,5М                   | ?                |
| 1989 | Швеція            | RBS-15F                     |                                        | ІНС + АРЛ                    | 4,35       | 0,5        | 1,4             | 790             | Пр                  | 200                      | 100                 | 0,8М                   | ?                |
| 1982 | Японія            | ASM-1/ASM-2 (Тип 80/93)     |                                        | ІНС + АРЛ/ІЧ                 | 3,95       | 0,35       | 1,2             | 610             | Пр                  | 250                      | 50                  | 0,9М                   | ?                |

Список скорочень та умовних позначень
Системи наведення
«Т» — телевізійна головка самонаведення
«Тп» — тепловізійна головка самонаведення
«ІЧ» — інфрачервона головка самонаведення
«Л» — лазерна напівактивна головка самонаведення
«ПРЛ» — пасивна радіолокаційна головка самонаведення
«НАРЛ» — напівактивна радіолокаційна головка самонаведення
«АРЛ» — активна радіолокаційна головка самонаведення
«РК» — радіокомандна система наведення
«ТК» — телевізійно-командна система наведення
«ЛП» — наведення по лазерному променю
«РП» — наведення по радіо променю
«ІНС» — інерціальна система наведення
+ «СП» — із супутниковою корекцією
+ «РСК» — рельєфометрична корекція (за рельєфом місцевості)
+ «ОЕСК» — оптико-електронна корекція
Типи бойових частин
Я — ядерна бойова частина
Ф — фугасна бойова частина
ОФ — осколково-фугасна бойова частина
Пр — проникаюча бойова частина
К — кумулятивна бойова частина
Кас — касетна бойова частина